# Seksueel misbruik binnen de Rooms-Katholieke Kerk
Seksueel misbruik binnen de Rooms-Katholieke Kerk kreeg sinds eind twintigste eeuw veel aandacht in de media na tal van onthullingen van seksueel misbruik van minderjarigen door priesters en andere religieuzen. Het misbruik speelde zich vooral af in de jaren vijftig tot en met de jaren tachtig van de twintigste eeuw, maar kwam pas decennia later in volle omvang naar buiten. Sommige van de seksuele misbruiken kwamen voor het gerecht, andere werden door de kerkelijke overheid intern geregeld, vaak toegedekt of door betrokkenen afgekocht. Het probleem was niet alleen de gevallen van seksueel misbruik zelf, maar ook de gebrekkige wijze waarop de autoriteiten binnen de Rooms-Katholieke Kerk met het seksueel misbruik omgingen.

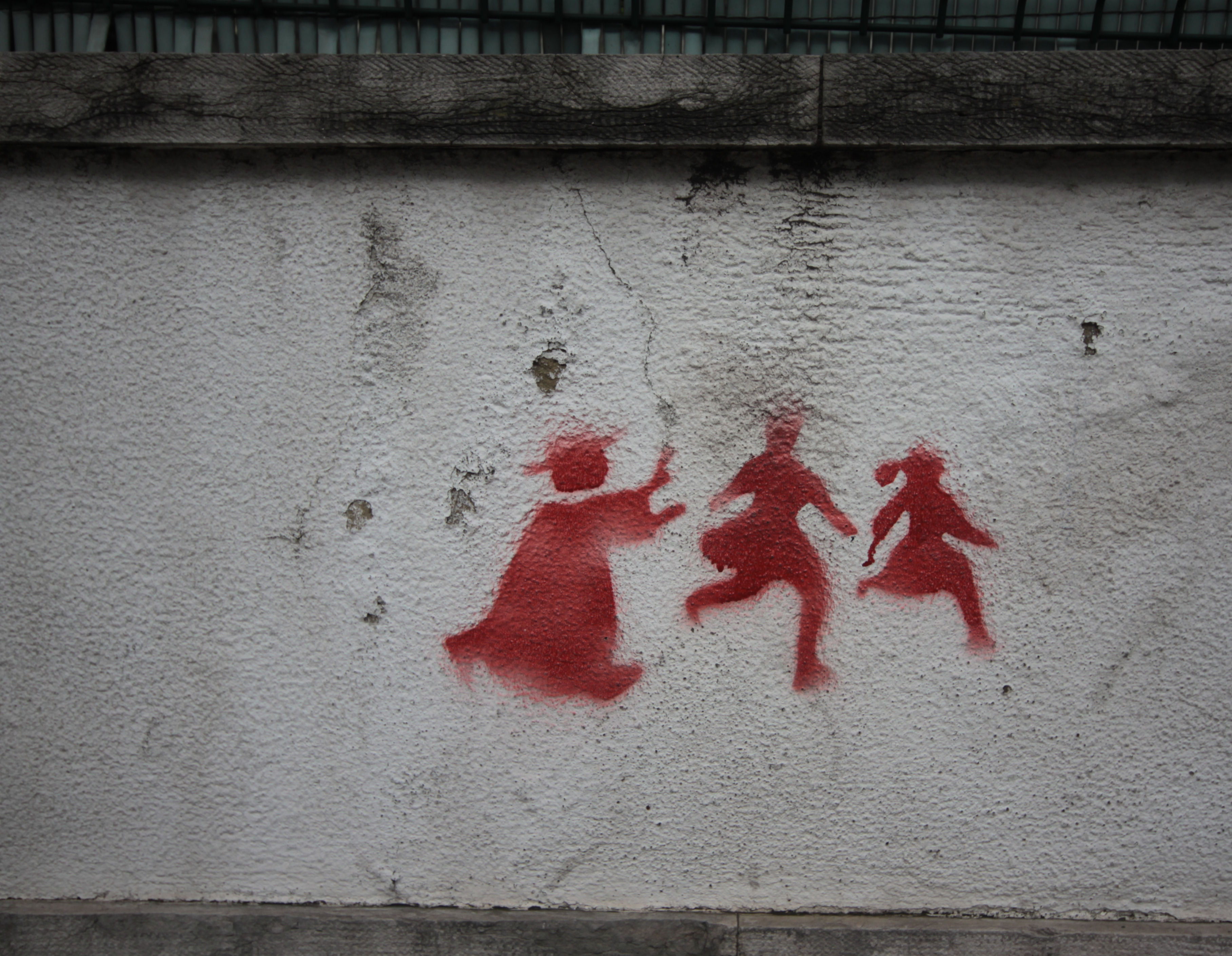
Graffiti op een muur in Lissabon stelt het seksueel misbruik binnen de Kerk aan de kaak

## Geschiedenis

### Eerste vermeldingen
In tegenstelling tot het beeld dat een priester door zijn sociale status vroeger onschendbaar was en als 'man van God' boven alle verdenking stond, worden al eeuwenlang priesters en andere katholieke ambtsdragers incidenteel van verschillende vormen van seksueel misbruik beschuldigd, soms spontaan, soms met duidelijke (kerk)politieke en ideologische bedoelingen. Hoewel foutieve gedragingen zeker voorkwamen, werden frequentie en aantal seksuele wangedragingen onder de gehele geestelijkheid mogelijk overdreven in prenten en verhalen. In de 16e en 17e eeuw waren spotprenten over celibaatsbreuk en vrouwelijke bijzitten van priesters geliefd onder Puriteinen en andere tegenstanders van de Rooms-Katholieke Kerk of de Kerkelijke Staat. De vaak smeuïge verhalen en spottende afbeeldingen over seksueel wangedrag riepen bij delen van de bevolking vijandige gevoelens tegen priesters op. Tijdens de Franse Revolutie circuleerden onder antiklerikale revolutionairen prenten van eenzelfde strekking.
In Nederland was kindermisbruik door priesters al voor de Tweede Wereldoorlog een regelmatig voorkomend verschijnsel. De meest spraakmakende zaak was de moord op Marietje Kessels in 1900. In de jaren 1930 vonden in Nazi-Duitsland onder grote media-aandacht van de Völkischer Beobachter te München, Frankfurt am Main en Berlijn processen plaats tegen priesters wegens vermeende homoseksualiteit en pedofilie, die door de propaganda van Joseph Goebbels rond 1937 ook politiek beïnvloed en gebruikt werden. Honderden priesters werden aangeklaagd door de autoriteiten, maar slechts enkelen van hen werden door de rechter schuldig bevonden.
Nog tot in de jaren 1980 overheerste de algemene gedachte dat het bij beweringen rond seksueel misbruik in de Kerk om geïsoleerde gevallen ging. Vanaf de jaren 1950 waren er publieke schandalen, maar ze bleven beperkt in aantal. In de periode na het Tweede Vaticaans Concilie traden weliswaar talrijke priesters in West-Europa uit de geestelijke stand en soms uit de Kerk, maar hierbij ging het veelal om priesters die trouwden of relaties met volwassenen onderhielden. Tussen 1945 en 1995 bereikten maar weinig gevallen van misbruik van minderjarigen de wereldlijke rechtbanken en de juridische openbaarheid. Latere studies toonden nochtans aan dat het kindermisbruik bijvoorbeeld in de Verenigde Staten, in Ierland, Duitsland, Nederland en België vooral talrijk was vanaf de jaren 1950 tot en met de jaren 1980, waarbij het zwaartepunt qua aantal gevallen rond het jaar 1970 lag. Deze zaken werden dikwijls in de doofpot gestopt, en zowel de kerkelijke verantwoordelijken als de publieke opinie besteedden minder aandacht aan het probleem dan vanaf de jaren 1980 het geval was. In de samenleving als geheel was er bovendien minder aandacht voor het probleem van seksueel misbruik van minderjarigen.

### Canada
Canada was een van de eerste landen waar misbruik binnen de Katholieke Kerk in de publiciteit kwam. In 1989 kwam misbruik in een weeshuis in Newfoundland in de media. In 1990 verscheen er een onderzoeksrapport naar de gebeurtenissen in het aartsbisdom St. John's. Naar aanleiding van gevallen van misbruik gaven de Canadese bisschoppen opdracht om dit te onderzoeken en aanbevelingen te doen. In 1992 verscheen het resultaat, het rapport From pain to hope. In 2005 verscheen een vervolgrapport. Grote opschudding veroorzaakte in 2021 de vondst binnen een paar weken van meer dan duizend anonieme kindergraven. Ze leggen een pijnlijk aspect van de geschiedenis van Canada bloot: gedwongen assimilatie van de inheemse volkeren. De zogenoemde ‘residential schools’, waarvan 75 % in handen was van de katholieke kerk, bestonden van 1883 tot 1993. Er werden naar schatting 150.000 inheemse kinderen ondergebracht die van hun familie waren gescheiden. Ze moesten er de tradities van de Europese nieuwe bewoners leren, en hun eigen taal en cultuur vergeten. Ondervoeding, fysiek geweld en seksueel misbruik waren niet uitzonderlijk. Volgens een onderzoekscommissie vonden 4.000 kinderen er hun dood en was de Canadese regering betrokken bij “culturele genocide”. Regering en katholieke kerk boden hun verontschuldigingen aan voor het geweld en het misbruik, hetgeen in het bijzonder manifest werd tijdens het bezoek van paus Franciscus aan Canada in juli 2022.

### Verenigde Staten
In 1985 schreef Thomas Patrick Doyle, Amerikaans katholiek priester en specialist canoniek recht, samen met F. Ray Mouton jr. en pater Michaël Peterson een rapport over misbruiken door leden van de clerus. Dit wordt wel gezien als een vroege waarschuwing door klokkenluiders. Het document werd naar de Amerikaanse bisschoppen gestuurd, waarvan sommigen positief reageerden. De Amerikaanse bisschoppenconferentie verkoos het aan elk bisdom afzonderlijk over te laten om te reageren. Het in het rapport opgenomen plan voor de aanpak van misbruik werd door de bisschoppen echter niet overgenomen.
De eerste aangiften van pedofilie, vooral met betrekking tot misbruik van minderjarige tienerjongens, in de Amerikaanse Katholieke Kerk gebeurden eind jaren tachtig. In 1985 kreeg misbruik door priester Gilbert Gauthe veel aandacht. Sommige rechtszaken kwamen prominent in de media, zoals de zaak van priester Edward Pipala in 1993, veroordeeld voor het aanranden van een tiental jongens. Al snel verbraken honderden andere slachtoffers de stilte, en de bisschoppenconferentie richtte in 1993 de Ad hoc committee on sexual abuse op tegen de seksuele misbruiken. Ook paus Johannes Paulus II kondigde de oprichting van een commissie aan om de procedures van kerkelijk recht te verbeteren.
In januari 2002 publiceerde The Boston Globe over misbruik in het aartsbisdom Boston. Deze publiciteit leidde tot verder grootschalig onderzoek. In 2003 verscheen er een officieel rapport over het misbruik in dit bisdom, opgesteld door het Amerikaans Openbaar Ministerie. Het rapport bevatte schokkende conclusies: 250 priesters misbruikten meer dan 789 slachtoffers (pagina 1) en de leiders van het bisdom accepteerden dit meer dan 50 jaar lang. In 2015 werd in de film Spotlight het onderzoek van The Boston Globe naar het misbruik in beeld gebracht.
In 2004 verscheen het John Jay-rapport, dat in opdracht van de Amerikaanse bisschoppen was opgesteld door het John Jay College van de New York-universiteit en rapporteerde over het misbruik in de VS als geheel. Het rapport identificeerde 11.000 gevallen van misbruik. In latere jaren volgden nog meer meldingen, uiteindelijk kwam het aantal slachtoffers op 15.000. Hierbij waren 5.000 geestelijken betrokken. Het percentage van alle priesters dat zich hieraan schuldig maakte varieerde per bisdom tussen de 2,5% en 7%, en was gemiddeld 4% (paragraaf 2.2 John Jay-rapport). Later werd dit percentage bijgesteld tot 5,3%. Het meeste misbruik vond plaats in de jaren zestig tot en met tachtig (paragraaf 2.3 John Jay-rapport). Twaalf tot 19 bisschoppen werden van misbruik beschuldigd. Het probleem deed zich voor in meer dan 95 procent van de bisdommen. Tot de ergste gevallen behoorden de priesters John Geoghan (150 slachtoffers) en Lawrence Murphy (200 slachtoffers). Paus Benedictus XVI had in 2008 bij zijn bezoek aan de VS een ontmoeting met slachtoffers.
Als vervolg op een rapport uit 2005 verscheen er in 2010 een rapport van een Grand Jury over het bisdom Philadelphia, waaruit bleek dat de opgestelde regels en richtlijnen nieuwe misstanden niet hadden kunnen voorkomen. In 2011 verscheen een rapport over de oorzaken van het misbruik, in opdracht van de Amerikaanse bisschoppen opgesteld door het John Jay College van de Universiteit van New York.
In juli 2012 werd monseigneur William J. Lynn, medewerker van Anthony Joseph Bevilacqua (aartsbisschop van Philadelphia), veroordeeld tot een gevangenisstraf van drie tot zes jaar wegens kindermisbruik en het verbergen ervan.
In juli 2018 onthief paus Franciscus de vroegere aartsbisschop van Washington kardinaal Theodore Edgar McCarrick uit de kardinaalsfunctie wegens beschuldigingen van seksueel misbruik die al tientallen jaren bij de katholieke kerk bekend waren. In een aantal gevallen was een schadevergoeding aan het slachtoffer uitgekeerd. Ondanks deze beschuldigingen had paus Johannes Paulus II McCarrick in 2000 tot kardinaal gecreëerd. McCarrick werd uit het kardinalaat ontheven, terwijl interne kerkrechtelijke procedures tegen de vroegere aartsbisschop nog liepen. De paus legde hem in afwachting van de uitkomst van het canonieke onderzoek een leven van gebed en boetedoening in huisarrest op. Hij was toen de hoogste kerkelijke prelaat tegen wie door de kerk sancties zijn genomen wegens seksueel misbruik. In augustus 2018 ontstond ophef rondom deze kwestie. De voormalige aartsbisschop en pauselijke nuntius voor de VS, Carlo Maria Viganò, beschuldigde kerkelijke topfunctionarissen, waaronder Paus Franciscus, ervan dat zij McCarrick veel te lang hadden laten functioneren, en dat zij eerder door Paus Benedictus opgelegde sancties tegen McCarrick afzwakten, terwijl zij op de hoogte waren van de door McCarrick gemaakte fouten. Op 16 februari 2019 heeft Paus Franciscus emeritus aartsbisschop van Washington D.C. McCarrick gedegradeerd tot de lekenstaat.
In augustus 2018 publiceerde een Grand Jury onder leiding van procureur-generaal Josh Shapiro van de staat Pennsylvania een rapport van ruim 900 pagina's over grootschalig kindermisbruik door katholieke priesters in de staat Pennsylvania. Volgens de Grand Jury gaat het om meer dan duizend slachtoffers, van wie velen zich waarschijnlijk nog niet hebben gemeld. Het gaat om verkrachtingen van kleine jongens en meisjes, waarvan kerkleiders en het Vaticaan op de hoogte waren, maar deze hebben het seksueel misbruik tientallen jaren stilgehouden. De Grand Jury deed twee jaar onderzoek in zes bisdommen. Het onderzoek bestreek een periode van 70 jaar. Namens de vereniging US Catholic Bishops reageerden kardinaal Daniel DiNardo en bisschop Timothy Doherty in een verklaring als volgt op het rapport: “Als verbond van bisschoppen spijt en beschaamt het ons dat deze zonden en overtredingen door katholieke priesters en katholieke bisschoppen zijn begaan.” In vervolg op het onderzoek in Pennsylvania, gaan ook de staten New Jersey en New York uitgebreid onderzoek doen naar het misbruik en het toedekken daarvan binnen de kerk.

### Ierland

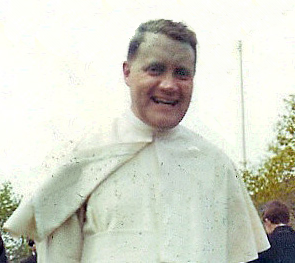
Brendan Smyth, die meer dan 100 kinderen misbruikte

In 1994 weigerde de Ierse procureur-generaal Whelehan priester Brendan Smyth wegens kindermisbruik uit te leveren aan Noord-Ierland. Toen de Ierse premier Albert Reynolds deze procureur-generaal vervolgens ook nog eens bevorderde, werd dit ter discussie gesteld, en leidde dit tot de val van de Ierse regering.
In het eerste decennium van de eenentwintigste eeuw gaven in Ierland 3.000 volwassenen aan dat ze als kind seksueel misbruikt werden in katholieke instellingen. Dit leidde tot een jarenlange reeks van gebeurtenissen. In 2005 verscheen het eerste officiële onderzoeksrapport hierover, het Ferns-rapport, over misbruik gepleegd in het bisdom Ferns. In mei 2009 verscheen het in opdracht van de Ierse regering opgestelde Ryan-rapport van de commissie voorgezeten door rechter Sean Ryan, dat vaststelde dat honderden kinderen slachtoffer waren van misbruik vanaf de jaren veertig tot 1992 in religieuze instellingen in Ierland. De Ierse bisschoppen boden hierop hun excuses aan wegens hun onvoldoende ingrijpen. In 2009 verscheen er ook nog een tweede rapport, het Murphy Report, over seksueel misbruik in het aartsbisdom Dublin. Het rapport bevatte schokkende conclusies. Tot de ergste gevallen behoorden de priesters Brendan Smyth (meer dan 100 slachtoffers) en Tony Walsh (200 slachtoffers).
De onthulling van het misbruik en de wijze waarop de Kerk daarop gereageerd had, leidde tot een schok in het traditioneel sterk katholieke land. Naar aanleiding van de verschenen rapporten riep Benedictus XVI de Ierse bisschoppen in december 2009 bijeen. Hij zei hen dat hij deelde in de woede, het gevoel verraden te zijn en de schaamte van de Ierse gelovigen. Hij riep een ieder op te bidden voor de slachtoffers en zei dat de Heilige Stoel ook de conclusies van het rapport met betrekking tot het bestuur van de Ierse kerkprovincie serieus nam. Deze kwestie leidde tot het ontslag van enkele bisschoppen. In 2010 schreef paus Benedictus een brief met excuses aan de Ierse katholieken. Hoewel de brief aan Ierland gericht is, heeft deze ook betekenis voor andere landen. De paus heeft vier apostolisch visitatoren benoemd die in vier bisdommen zullen nagaan, hoe daar op het seksueel misbruik is gereageerd. In 2011 werd een vierde onderzoeksrapport gepubliceerd, waaruit bleek dat het bisdom Cloyne ook na de invoering van nadere kerkelijke richtlijnen in 1996 foutief bleef handelen in zaken van misbruik. In reactie op dit rapport gaf de Ierse premier Enda Kenny in een speech die meteen als historisch werd gezien scherpe kritiek op het Vaticaan. Het Vaticaan verdedigde zich tegen deze kritiek. Deze discussie verstoorde de betrekkingen tussen Ierland en het Vaticaan. Ierland sloot zijn ambassade in het Vaticaan, en het Vaticaan riep zijn Ierse nuntius terug.

### Verenigd Koninkrijk
Op het eiland Caldey, voor de kust van Wales, werden decennia lang minstens 54 kinderen misbruikt door monniken en leken.

### België

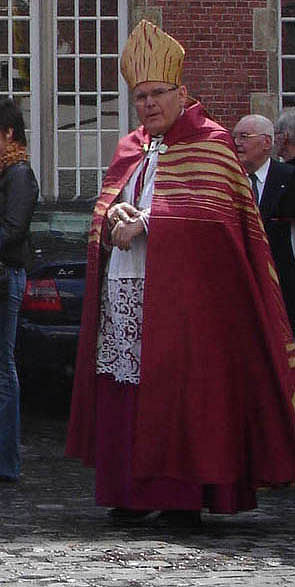
Roger Vangheluwe

Als eerste belangrijke zaak werd pastoor Robert Borremans, de koorleider tijdens het huwelijk van prins Filip met Mathilde, in 2008 veroordeeld voor de verkrachting van een minderjarige jongen. De veroordeling werd in 2008 in beroep bevestigd maar in 2010 door cassatie verbroken. Een nieuw Hof van Beroep sprak Borremans in 2011 vrij omdat de beschuldiging verzonnen bleek te zijn.
De Belgische bisschop Roger Vangheluwe gaf in 2010 seksueel misbruik van een minderjarig neefje toe en nam ontslag. Dit werd door de aartsbisschop toegelicht op een persconferentie. Begin april 2011 deelde de procureur des Konings mee dat het onderzoek tegen Vangheluwe was afgesloten, nadat was vastgesteld dat de aangebrachte feiten waren verjaard. Enkele dagen later werd meegedeeld dat Vangheluwe door het Vaticaan werd opgelegd België te verlaten en een therapie en geestelijke begeleiding te volgen. De reactie van de publieke opinie was dat de door het Vaticaan uitgesproken straf te licht was. Het Vaticaan reageerde bij monde van zijn Belgische nuntius met de verklaring dat een bijkomende straf kon volgen.
Begin 2011 nam pater Luc Versteylen (politicus en oprichter van de partij Agalev) ontslag uit de raad van bestuur van de brouwerij te Viersel naar aanleiding van drie klachten (waaronder één anonieme) van seksueel misbruik van jongeren. De klachten werden doorgegeven aan het parket voor verder gerechtelijk onderzoek. De pater ontkende misbruik. Door de Jezuïetenorde werd hem vanaf de ontvangst van de klacht zwijgplicht opgelegd. Ook werd zijn wekelijkse column in het tijdschrift Kerk & Leven geschrapt.
Na het ontslag van bisschop Vangheluwe in 2010 kwamen talrijke Belgische slachtoffers naar buiten met verhalen over seksueel misbruik. Een bekend slachtoffer dat publiekelijk met haar verhaal naar buiten trad, was parlementslid Carina Van Cauter (Open Vld). Door de Commissie voor de behandeling van klachten van seksueel misbruik in een pastorale relatie (commissie Adriaenssens) werd onderzoek gedaan naar de verhalen van de 507 slachtoffers die naar de commissie stapten. De commissie bestond slechts 8 weken omdat de dossiers die ze bestudeerde tijdens Operatie Kelk door justitie, die haar eigen onderzoek wilde verrichtten, in beslag werden genomen. De commissie publiceerde in september 2010 haar eindrapport. Dertien slachtoffers zouden zelfmoord hebben gepleegd (p. 124). Het rapport veronderstelt dat zich in alle religieuze ordes en congregaties en in alle scholen voor jongens, in alle bisdommen en in alle provincies in Vlaanderen misbruik heeft voorgedaan. Het misbruik deed zich vooral voor vanaf de jaren 50 tot en met de jaren 80. Het rapport was echter onvolledig omdat het onderzoek onverwacht en vroegtijdig werd afgebroken, waardoor de cijfers die er in genoemd werden niet volledig waren. In 2011 werd het totale aantal slachtoffers na nieuwe tellingen bijgesteld tot 776. In maart 2011 verscheen een tweede Belgisch rapport, opgesteld door de Belgische Bijzondere Kamercommissie Seksueel Misbruik. In dit rapport wordt een aantal van 504 daders genoemd.
Als vervolg op Operatie Kelk werd een onderzoek uitgevoerd door justitie, waarbij werd onderzocht of de leiding van de Belgische Kerk strafrechtelijk aansprakelijk was voor het delict schuldig verzuim. Van dit delict is sprake wanneer men verzuimt hulp te verlenen aan een persoon in gevaar, in dit geval meer bepaald als de bisschoppen of andere verantwoordelijken binnen de kerkelijke hiërarchie geen hulp hebben verleend aan slachtoffers van misbruik binnen de Kerk. Dit onderzoek kende geen vervolg.
Op 24 oktober 2011 boog de Brusselse kamer van inbeschuldigingsstelling zich voor de derde keer op een jaar tijd over de rechtsgeldigheid van Operatie Kelk. Het federale parket en Christine Mussche, de advocaat van een reeks slachtoffers, pleitten op de zitting dat de huiszoekingen bij kardinaal Danneels en in het paleis van de aartsbisschop rechtsgeldig waren. Fernand Keuleneer, de advocaat van kardinaal Danneels en van het aartsbisdom, pleitte het omgekeerde. De zitting werd verwezen naar datum van 8 november 2011. Op 29 november 2011 viel de uitspraak: de Brusselse kamer van inbeschuldigingstelling verklaarde de huiszoekingen en inbeslagnames bij kardinaal Danneels en het aartsbisdom nietig. Op 6 december 2011 beslisten de slachtoffers cassatieberoep aan te tekenen.
In de week van 16 januari 2012 organiseerde onderzoeksrechter Wim De Troy verrassend nieuwe huiszoekingen, en blies hij Operatie Kelk nieuw leven in. In alle Belgische bisdommen en de congregatie van de Broeders van Liefde werden dossiers in beslag genomen van vermeende daders. Volgens de woordvoerster van het parket verleenden de kerkelijke oversten alle medewerking en verliepen de huiszoekingen zonder problemen. Hoewel de advocaat van het aartsbisdom, Fernand Keuleneer, via de pers ook nu weer uiting gaf aan zijn twijfels over de rechtsgeldigheid van deze huiszoekingen werd, in tegenstelling tot de inbeslagnames uit 2010, door het bisdom geen procedure opgestart tot nietigverklaring. Er werd hierover niets verder meer vernomen.
Naast dit strafrechtelijke onderzoek liep ook een burgerlijke procedure. Op 1 juni 2011 werd tijdens een persconferentie in Gent door de advocaten van een groep anonieme slachtoffers van seksueel misbruik binnen de Kerk aangekondigd dat een groepsvordering zou worden ingediend voor de rechtbank te Gent tegen de Heilige Stoel, de Belgische bisschoppen en de hoofden van de congregaties. Deze groepsvordering werd ingeleid op 16 september 2011 voor de 16e burgerlijke kamer van de rechtbank van eerste aanleg te Gent. De verdediging legde tijdens de zitting conclusies neer namens de Belgische bisschoppen en vroeg om de dagvaarding nietig te verklaren. De verdediging vroeg de voorzitter van de rechtbank om de zaak te verwijzen naar een kamer bestaande uit drie rechters omwille van de complexiteit van de zaak. De advocaten van de slachtoffers stemden hiermee in. De zaak werd tijdens de zitting verwezen naar de behandelingsrol van de 7e kamer van de rechtbank van eerste aanleg te Gent. Op 21 mei 2013 begon de zaak voor de rechtbank. Het gaat niet over de feiten zelf, maar over de vraag of er sprake is van een zogenoemd schuldig verzuim, in de volksmond doofpotoperatie, door de kerkelijke overheden. Volgens de advocaten van de Heilige Stoel is de rechtbank echter niet bevoegd. Zij beroepen zich enerzijds op de immuniteit van de Heilige Stoel zelf en voeren aan dat de Kerk als instituut geen rechtspersoon is, waardoor ook de vertegenwoordiger (de paus) niet strafrechtelijk ter verantwoording kan worden geroepen. Ook omdat Operatie Kelk nog niet zou zijn afgerond, zou de rechtbank niet bevoegd zijn. De eis werd uiteindelijk afgewezen.
In 2014 was er commotie omdat de Brugse bisschop Jozef De Kesel in Middelkerke een pastoor had aangesteld die in 2008 een minderjarige had aangerand.
Op 24 april 2015 kwam het voor de eerste keer tot een veroordeling van een bisschop. Bisschop Léonard werd veroordeeld door het Hof van Beroep van Luik tot het betalen van 10.000 euro aan een slachtoffer wegens schuldig verzuim.
Op 13 juli 2018 besliste de Vlaamse Regering om een permanente Commissie voor historisch misbruik in het leven te roepen. Op die manier moeten slachtoffers niet alleen steun en erkenning vinden, maar kunnen ze ook geconfronteerd worden met daders of betrokken instellingen.

#### Documentairereeks en onderzoekscommissies
In september 2023 verscheen de vierdelige documentairereeks Godvergeten op tv, waarin verschillende slachtoffers en familieleden aan het woord kwamen. Dit bracht heel wat reacties te weeg. Mede door de breed levende verontwaardiging stond het pausbezoek aan België in 2024 sterk in het teken van het seksueel misbruik door religieuzen in België en de verdoezelende rol van de kerk door de jaren heen. Paus Franciscus bood zijn excuses aan en veroordeelde het misbruik scherp.
Na afloop van de documentaire Godvergeten, steunden op 27 september 2023 alle Vlaamse politieke partijen de vraag om een parlementaire onderzoekscommissie naar het misbruik binnen de Kerk op te richten. De Kamer van volksvertegenwoordigers richtte in oktober 2023 een onderzoekscommissie op naar de aanpak van seksueel misbruik in de Kerk. Ze gaf de federale ombudsman de tijdelijke opdracht om getuigenissen te ontvangen. Er werden honderden getuigenissen ontvangen. De onderzoekscommissie, onder het voorzitterschap van Sophie De Wit, maakte een rapport op met 137 aanbevelingen, dat op 2 mei 2024 werd voorgesteld.
In de nieuwe legislatuur in september 2024 richtte de Kamer opnieuw een onderzoekscommissie op naar mogelijke disfuncties in Operatie Kelk, met Mathieu Bihet als voorzitter.

### Nederland
Begin 2010 werd bekend dat ook in Nederland seksueel misbruik van minderjarigen had plaatsgevonden. De eerste zaak die de aandacht trok was misbruik binnen het juvenaat Don Rua door de Salesianen van Don Bosco. Deze en andere gevallen leidden tot een breder onderzoek. Er werd door de Kerk zelf de commissie van onderzoek naar seksueel misbruik van minderjarigen in de Rooms-Katholieke Kerk onder leiding van Wim Deetman ingesteld (kortweg commissie-Deetman). Tweeduizend personen die beweren dat zij slachtoffer of ooggetuige zijn meldden zich bij deze commissie om hun verhaal te doen. In februari 2011 vroeg de commissie aan de daders om zich te melden bij de commissie. De commissie-Deetman vroeg en kreeg toegang tot alle archieven. In haar eerste tussenrapportage van december 2010 kritiseerde de commissie het katholieke klachtenbureau Hulp en Recht, dat in 1995 door de Kerk was ingesteld om klachten over seksueel misbruik af te handelen. Volgens de commissie had Hulp en Recht geen goede hulp geboden aan de slachtoffers. In haar tweede tussenrapportage van november 2011 deed de commissie nadere aanbevelingen voor de afhandeling van meldingen.
In december 2011 verscheen het eindrapport als samenvatting, als reguliere editie, en in een uitgebreide wetenschappelijke editie. Hieruit bleek dat de commissie 1795 meldingen van seksueel misbruik heeft ontvangen. De commissie stelt vast dat enkele duizenden kinderen in de periode tussen 1945 en 1985 ernstig seksueel zijn misbruikt. Hierbij hebben zich ongeveer 1000 gevallen van penetratie voorgedaan. Hierbij waren circa 800 daders betrokken. Wanneer ook minder ernstige vormen van misbruik worden meegeteld, komt het totale aantal slachtoffers volgens een wetenschappelijk onderbouwde schatting op een aantal tussen 10.000 en 20.000. Enige tienduizenden minderjarigen hebben te maken gehad met lichte, ernstige, of zeer ernstige vormen van grensoverschrijdend seksueel gedrag. Het overgrote deel van het misbruik werd gepleegd met kinderen tussen de zes en veertien jaar. In hun latere leven ondernamen de slachtoffers veel meer suïcidepogingen dan gemiddeld. Het misbruik kwam het meest voor in de jaren vijftig en zestig en het begin van de jaren zeventig. De wijze waarop bestuurlijk verantwoordelijken zijn omgegaan met het misbruik kent ernstige tekortkomingen (zie onder). Ook na het verschijnen van het eindrapport kwamen nog nieuwe gevallen van misbruik aan het licht. Een daarvan was de kwestie-Henk Heithuis. Heithuis deed aangifte en kreeg vervolgens zelf de schuld van het misbruik. Om hem te ‘genezen’ werd hij zelfs gecastreerd.
Onder de daders bevonden zich naast kapelaans en priesters ook bisschoppen. Vier voormalige bisschoppen misbruikten zelf kinderen. Het gaat om Jan Niënhaus, hulpbisschop van Utrecht, Jo Gijsen, bisschop van Roermond, Philippe Bär, bisschop van Rotterdam en Jan ter Schure, bisschop van Den Bosch. Op 11 april 2014 erkende het bisdom Roermond dat bisschop Jo Gijsen (1932–2013) tussen 1958 en 1961 twee minderjarige jongens heeft misbruikt. Bisschop Wiertz bood, een jaar na het overlijden van Gijsen, voor deze feiten zijn excuses aan de slachtoffers aan. Een van de gevallen van misbruik vond plaats in het Jongenspensionaat 'St. Maria Ter Engelen' Bleijerheide, een instelling waar zich in de jaren veertig tot en met zeventig op grote schaal seksueel misbruik heeft voorgedaan. Zijn ervaringen in Bleijerheide inspireerden de schrijver Jeroen Brouwers tot de bekroonde roman Het hout (2014). In april 2014 werd bekend dat de klachtencommissie van het Meldpunt misbruik RKK in 2012 vier klachten over misbruik, in de periode van midden jaren vijftig tot begin jaren zeventig, tegen hulpbisschop Jan Niënhaus (1929–2000) gegrond achtte. Het aartsbisdom Utrecht had dit niet bekendgemaakt, maar verwees in een latere verklaring naar de noodzaak in dit soort zaken vertrouwelijkheid te bewaren. Op 19 december 2018 ontving Paus Franciscus Wim Deetman en bisschop Hans van den Hende om te spreken over het onderzoek. Dit gesprek vond plaats in de aanloop naar een grote bisschoppenconferentie in februari 2019.
In januari 2019 deed de advocaat Jan Boone aangifte tegen de Rooms-Katholieke Kerk, de paus en de bisschoppen in Nederland. Volgens Boone is de Kerk een criminele organisatie die als oogmerk heeft het beletten, dan wel bemoeilijken van de opsporing van seksueel misbruik van minderjarigen. Boone treedt op namens Theo Bruyns, geboren in 1944, die van zijn elfde tot en met zijn dertiende op een seminarie in Helmond zat, waar hij werd misbruikt. De aangifte is gedaan bij de hoofdofficier van het arrondissementsparket Oost-Nederland in Arnhem. Eerder leidde een aanklacht in deze zaak tot onderzoek door de commissie-Deetman en een financiële compensatie.

#### Omvang
In de media wordt wel het beeld opgeroepen dat het misbruik in de Katholieke Kerk in de jaren vijftig tot zeventig van de vorige eeuw buitensporig ernstig was in relatie tot wat zich buiten de Kerk afspeelde. Dat beeld is onjuist.
Het rapport Deetman geeft cijfers, gebaseerd op een groot, representatief onderzoek dat door TNS NIPO is uitgevoerd onder ruim 34.000 burgers van 40 jaar en ouder (0,2% nauwkeurigheid). Daaruit blijkt dat 9,7% van de ondervraagden vóór het 18e jaar in aanraking kwam met ongewenste seksuele benadering(en) door niet-familieleden. In de RK instellingen (voornamelijk onderwijsinstellingen en seminaries) lag dat percentage ruim twee maal hoger namelijk op 20,7% (0,6% misbruiken / 2,9% in een RK instelling verblijvenden). Hiervan werd circa 1/3 (0,2%) begaan door een RK-functionaris (priester, frater etc.). In de niet-RK instellingen was het echter niet beter, integendeel: 22,2% (0,4% misbruiken / 1,8% in een niet-RK instelling verblijvenden). Opvallend is het grote verschil in seksueel misbruik tussen kinderen die niet in een instelling verbleven: Bij de RK-kinderen was dit 11,6% (3,3% misbruikten / 28,4% populatie) en bij de niet-RK kinderen op 8,1% aanzienlijk lager (5,4% misbruiken / 66,9% populatie). Er is door de commissie-Deetman niet onderzocht hoe hoog de prevalentie bij de 2 hoofdgroepen (onkerkelijken en protestants-christelijken) van de niet-RK populatie is.

#### Gedenktekens

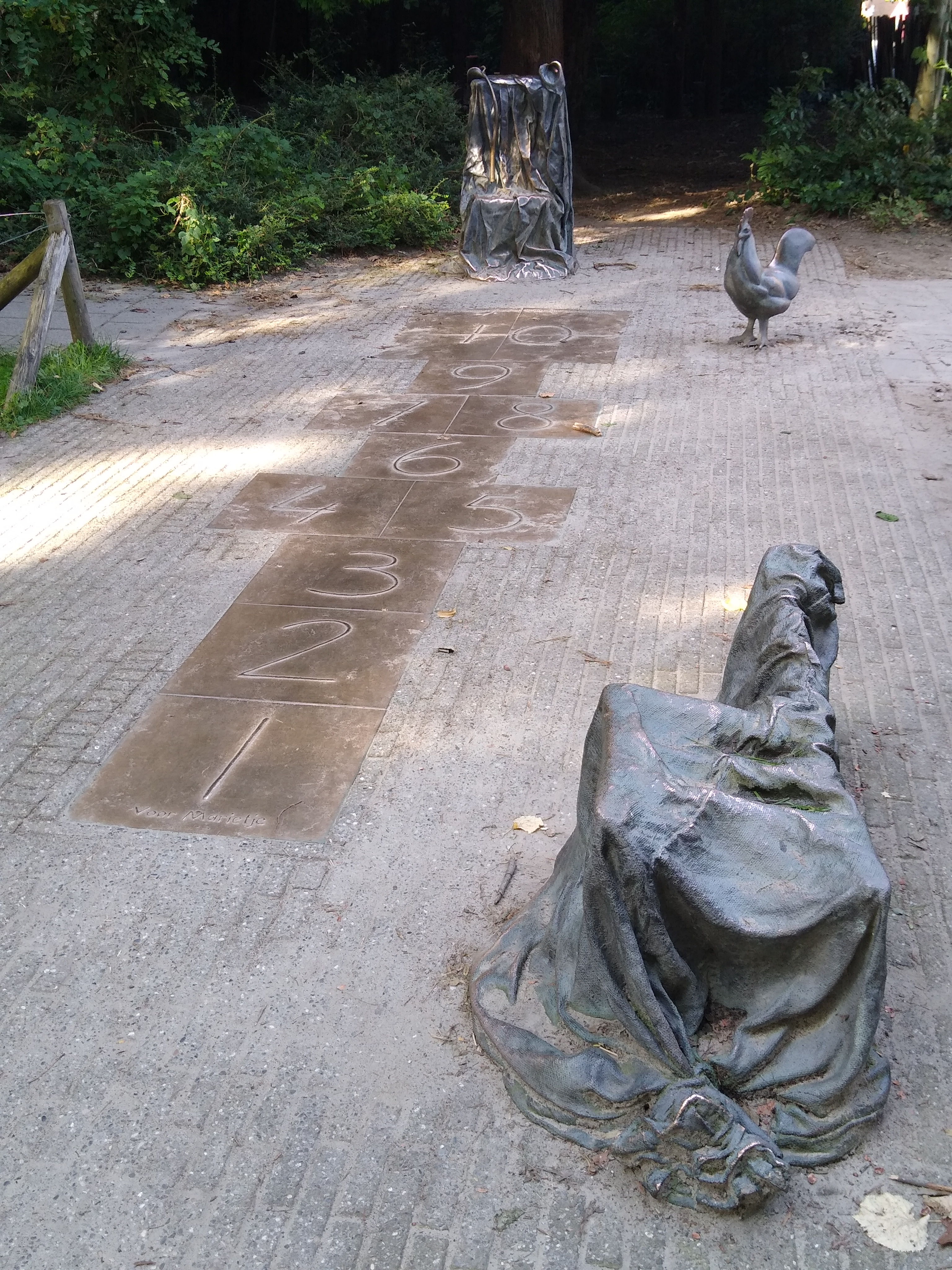
Het Marietje Kessels Monument; een hinkelbaan -waarin de vorm van een kruis of kerk is te herkennen- twee stoelen en een waarschuwende haan.

In 2001 werd in de Elzenhof in Tilburg het Marietje Kessels Monument geplaatst ter nagedachtenis en voor hedendaagse waakzaamheid. Het herinneringsmonument, een werk van Guido Geelen, bevindt zich in een door omwonenden beheerde speeltuin, de voormalige tuin van het Ursulinenklooster waar Marietje schoolging.
In 2012 is op het plein voor de Onze-Lieve-Vrouwekerk in Hengelo een Monument van herinnering van glaskunstenaar Frans Houben onthuld door aartsbisschop Eijk, de plaatselijke pastoor en de glaskunstenaar.
In 2014 werd in de Basiliek van Onze-Lieve-Vrouw-Tenhemelopneming in Maastricht een monument onthuld ter gedachtenis aan de slachtoffers. Het gedenkteken De weg naar verzoening van kunstenaar Pierre Habets werd tijdens een boeteviering onthuld door bisschop Wiertz en de voorzitter van de belangengroep van misbruikslachtoffers Mea Culpa.
In 2017 werd een monument Gebrokenheid van glazenier Hans Janssen onthuld in het portaal van de Petrus Canisiuskerk in Nijmegen.

### Duitsland, Oostenrijk en Zwitserland
In januari 2010 barstte de discussie ook in Duitsland los, naar aanleiding van misbruik in kleedkamers en douches in de jaren zestig en zeventig in het Berlijnse Canisius College van de jezuïeten. In november 2010 waren er al 1000 meldingen van misbruik in Duitsland ontvangen. In december 2010 werd een onderzoek gepubliceerd naar misbruik in het aartsbisdom München-Freising. In dit bisdom hebben zich volgens aanklachten minimaal 160 priesters gedurende vijftig jaar aan verschillende vormen van misbruik schuldig gemaakt, waaronder seksueel misbruik. Ook fysiek misbruik door geweld werd vastgelegd. De Duitse bisschoppen hebben in 2011 opdracht gegeven aan een criminologisch onderzoeksinstituut voor een onderzoek naar het misbruik dat in Duitsland als geheel heeft plaatsgevonden. Begin 2013 zegde de Kerk haar medewerking aan dit onderzoek echter op. Anderzijds was het onderzoeksinstituut van mening dat de Duitse Kerk niet goed heeft meegewerkt aan de uitvoering van het onderzoek.
In juli 2017 verscheen een omvangrijk rapport over mishandelingen en seksueel misbruik in Regensburg. Het rapport geeft een ontluisterend beeld van de gewelddadigheden, angstcultuur en seksueel misbruik die zich decennialang bij het wereldberoemde koor Regensburger Domspatzen hebben voorgedaan. De koorschool wordt beschreven als een 'hel', 'gevangenis' en 'concentratiekamp' waar kinderen zo onopvallend mogelijk probeerden te blijven om aan geweld en onderdrukking te ontkomen. Veel oud-leerlingen hebben hun leven lang te kampen gehad met ernstige psychische gevolgen van hun verblijf op de koorschool. Het koor stond tussen 1964 en 1994 onder leiding van de broer van paus Benedictus XVI, Georg Ratzinger. Hij ontkende kennis te hebben gedragen van de mishandelingen en het misbruik, maar het rapport toont aan dat hem gevallen van geweld zijn gerapporteerd waarmee hij niets heeft gedaan.
Eind 2018 verscheen het resultaat van een grootschalig onderzoek, dat op verzoek van de Duitse Bisschoppenconferentie is uitgevoerd door drie universiteiten. Uit een voorpublicatie in Der Spiegel bleek reeds, dat in de periode tussen 1946 en 2014 circa 1670 geestelijken zich schuldig hebben gemaakt aan misbruik van 3677 slachtoffers.
In januari 2022 verscheen in het aartsbisdom München en Friesing een rapport van een onderzoek naar seksueel misbruik in het aartsbisdom in de periode 1945-2019, in opdracht van het aartsbisdom uitgevoerd door een groep advocaten. In het rapport is ook de periode onderzocht waarin kardinaal Ratzinger, de latere paus Benedictus XVI, aartsbisschop van München en Freising was. Het onderzoek bracht aan het licht dat niet is opgetreden tegen vier geestelijken die zich aan seksueel misbruik schuldig hadden gemaakt. Ratzinger werkte mee aan de overplaatsing van een veroordeelde pedofiel die in zijn nieuwe parochie opnieuw met kinderen in aanraking kwam.
In 1995 werd kardinaal Hans Hermann Groër, aartsbisschop van Wenen, beschuldigd van seksueel misbruik van tussen de zes en dertig van zijn oud-leerlingen. De kardinaal gaf het misbruik niet toe, maar werd door de Kerk, zonder expliciet te worden veroordeeld, op non-actief gesteld. In maart 2010 stelden de Oostenrijkse Kerk een onderzoekscommissie in naar misbruik binnen de Oostenrijkse Kerk. Deze had in april 2011 837 meldingen van misbruik ontvangen.
In Zwitserland werden in 2010 150 aangiften van misbruik gedaan.

### Frankrijk
In 2018 gaven de Franse bisschoppen opdracht tot een onderzoek om het misbruik in de Franse katholieke kerk te onderzoeken. In 2021 verscheen het rapport van de commissie. Binnen de Rooms-Katholieke Kerk in Frankrijk zijn tussen 1950 en 2020 naar schatting 330.000 kinderen seksueel misbruikt. Zo'n 216.000 van hen waren het slachtoffer van priesters en andere geestelijken. Het misbruik werd gepleegd door circa 2.900 tot 3.200 geestelijken en andere functionarissen in dienst van de kerk.

### Polen
Eind 1999 deed een aantal geestelijken aangifte bij de kerkelijke autoriteiten van seksueel misbruik door de aartsbisschop Juliusz Paetz. Eerst leken deze berichten alleen betrekking te hebben op zijn periode in Poznan, maar later werden er ook beschuldigingen gedeponeerd die stamden uit zijn tijd in Łomża.

### Australië
In maart 2017 maakte een commissie die sinds 2013 onderzoek doet naar seksueel misbruik in de Australische Kerk, bekend dat 7 procent van de katholieke priesters in Australië zich tussen 1950 en 2010 schuldig heeft gemaakt aan seksueel misbruik van in totaal 4.444 kinderen.
In juni 2017 werd de Australische kardinaal George Pell (geboren in 1941) die zich eerder hard tegen kindermisbruik binnen de Kerk had uitgesproken, beschuldigd van seksueel misbruik. Het betrof drie gevallen waaronder een verkrachting. De aanklacht werd als een ongekend harde klap voor het Vaticaan gezien, aangezien Pell als hoofd van het Vaticaanse secretariaat voor economie derde is in de hiërarchie van de Katholieke Kerk en dicht bij de paus stond. Het Vaticaan wees op zijn verdiensten, maar nam hem niet in bescherming. De kardinaal kreeg gelegenheid naar Melbourne te reizen om zich te verweren. Op 11 december 2018 werd Pell door een jury schuldig bevonden aan vijf onderdelen van de aanklacht, maar tevens werd mediastilte opgelegd. Op 13 maart 2019 kreeg hij een gevangenisstraf van zes jaar en werd hij geregistreerd als dader van seksueel misbruik. Op 7 april 2020 werd Pell nochtans door de Hoge Raad voor Justitie volledig vrijgepleit en onmiddellijk vrijgelaten.
Op 22 mei 2018 werd aartsbisschop Philip Wilson door een rechtbank in Australië schuldig bevonden van het achterhouden van informatie afkomstig van een vermeend slachtoffer van seksueel misbruik. Het slachtoffer claimde in 1976 Wilson te hebben geïnformeerd over seksueel misbruik door de priester James Fletcher. Wilson greep niet in. Fletcher werd uiteindelijk in 2004 veroordeeld tot een gevangenisstraf wegens negen aanklachten van seksueel misbruik. Hij stierf twee jaar later in hechtenis. Wilson werd na de veroordeling de hoogste gezagsdrager van de Rooms-Katholieke Kerk die in verband met seksueel misbruik door een rechtbank veroordeeld werd. In juli 2018 diende Wilson onder zware maatschappelijke druk zijn ontslag in als aartsbisschop, hetgeen onmiddellijk door paus Franciscus werd aanvaard. Op 31 augustus weigerde de Australische Katholieke Bisschoppenconferentie (ACBC) om informatie over kindermisbruik die tijdens de biecht aan priesters werd geleverd te melden bij de politie, waarop door de koninklijke commissie inzake seksueel misbruik werd aangedrongen. 98% van de andere aanbevelingen uit het commissierapport werden door de ACBC wel overgenomen, waaronder er bij de Heilige Stoel op aan te dringen om de selectiecriteria voor het aanstellen van bisschoppen openbaar te maken, te vragen om het celibaat vrijwillig te maken in plaats van verplicht, het schrijven van nieuwe wetten inzake seksueel kindermisbruik in het canonieke recht en het te erkennen "als canonieke misdaden tegen het kind en niet als moreel falen of als schendingen van de 'speciale verplichting' van clerici en religieuzen om het celibaat te onderhouden", een nationaal onderzoek te laten uitvoeren naar het bestuur en de managementstructuren van bisdommen en parochies (waaronder transparantie en verantwoording), seksueel misbruik niet meer in de doofpot te stoppen, geen mensen die beschuldigd zijn van misbruik meer te verplaatsen naar andere functies en de reputatie van de katholieke Kerk niet meer boven de veiligheid van kinderen te stellen.
Wilson werd op 5 december 2018 in hoger beroep vrijgesproken, omdat er 'gegronde twijfel' was aan zijn schuld.

### Chili
Ook in Chili zijn veel gevallen bekend van seksueel wangedrag door geestelijken. Dit heeft tot veel wantrouwen ten opzichte van de Kerk geleid en zette begin 2018 aan tot demonstraties bij het bezoek van de paus aan Chili. Per januari 2015 werd Juan Barros aangesteld als bisschop van Orsono, ondanks dat hij door vermeende slachtoffers van seksueel misbruik beschuldigd werd aanwezig te zijn geweest bij seksueel misbruik van minderjarigen door de Chileense priester Fernando Karadima. Ook werd Barros verweten informatie over het seksueel misbruik door Karadima te hebben achtergehouden. In 2018 hebben alle 34 Chileense bisschoppen hun ontslag ingediend bij paus Franciscus wegens het schandaal.

### Mexico
Sinds de jaren zeventig werden herhaaldelijk beschuldigingen geuit aangaande de Mexicaanse priester Marcial Maciel, geboren in 1920, oprichter van de orde van de Legionairs van Christus. Toen Macial in 2008 stierf, gaf de orde toe dat hij meerdere kinderen en seminaristen seksueel misbruikt had, maar zij stelde dat zij hier pas na zijn dood achter was gekomen. Voormalige Legionairs spraken dit tegen: volgens hen was het bekend dat Macial een pedofiel was, en de misbruiken werden wel degelijk gerapporteerd, maar het Vaticaan weigerde een onderzoek in te stellen. In 2005 trad Maciel onder druk van kardinaal Joseph Ratzinger af als hoofd van de orde en, een paar dagen voordat Johannes Paulus II stierf, kondigde Ratzinger aan dat het zijn intentie was om de "vuiligheid" van de kerk te verwijderen; velen geloven dat hij specifiek op Maciel doelde. In mei 2006 disciplineerde Ratzinger, nu paus Benedictus XVI, hem, door hem uit te nodigen tot "een gereserveerd leven van gebed en berouw". Het was hem vanaf dat ogenblik verboden om zijn priesterlijk ambt uit te oefenen. Een apostolische visitatie in 2010 bracht vele feiten rond misbruik aan het licht, als ook inzake het dwingende systeem van geheimhouding binnen de orde. De paus stelde het Legioen onder curatele en stelde een pauselijk gedelegeerde aan om de congregatie tijdelijk te leiden.

### Spanje
Nadat onderzoek jaren was tegengewerkt door de leiding van de Rooms-Katholieke Kerk in Spanje, verscheen er op initiatief van de regering in 2023 een omvangrijk onderzoeksrapport van de Spaanse ombudsman voor mensenrechten. Daaruit bleek dat ruim 1 op de 200 Spanjaarden ooit slachtoffer was van seksueel misbruik door priesters of andere medewerkers van de Rooms-Katholieke Kerk. 65 procent van de slachtoffers was man.

## Interpretatie van genoemde aantallen
In vele gevallen vertelden slachtoffers niets over het misbruik. Redenen hiervoor waren onder andere: angst wegens nabijheid van de dader, angst om niet geloofd te worden, en angst voor negatieve gevolgen voor zichzelf, het gezin, of de dader. In een gedeelte van de gevallen meldde het slachtoffertje het voorval wel binnen het eigen gezin. In een groot deel van deze gevallen bleef de informatie binnen het gezin en zwegen de ouders naar buiten toe. In België vertelde driekwart van de slachtoffers of hun gezin niets aan de Kerk of aan politie.
In die gevallen waarin er wel een klacht werd ingediend, was dat in verreweg de meeste gevallen bij de Kerk, en maar hoogst zelden rechtstreeks bij de politie. De Kerk gaf de ontvangen informatie maar zelden door aan de politie (zie onder). Hierdoor bevatten politiearchieven maar een gering deel van de gevallen, en geven gerechtelijke dossiers een vertekend beeld.
Het misbruik kwam pas decennia later in de volle omvang naar buiten, doorgaans na publiciteit over concrete schandalen, zoals in Canada in de jaren negentig en in 2002 in de VS. Publiciteit veroorzaakte vaak een golf van onthullingen. Zo werden er in de VS in 2002 3.300 klachten naar voren gebracht, en kwamen er begin 2010 in Nederland binnen een paar weken tijd 370 meldingen binnen. Als het geheimhoudingssysteem van de Kerk eenmaal wordt doorbroken, verschuift de macht van de Kerk naar de slachtoffers, die vervolgens niet langer meer onderdrukt worden door machten die hen jaren stil hebben gehouden. Op dat moment treden veel slachtoffers voor het eerst naar voren. In verreweg de meeste gevallen is het misdrijf dan inmiddels verjaard.
Na het bekend worden van misbruik wordt vaak onderzoek uitgevoerd. Informatiebronnen die hierbij benut kunnen worden zijn politiearchieven, kerkelijke archieven en alle bij het misbruik betrokkenen zelf (zoals daders, slachtoffers en bisschoppen). In Nederland werd hiernaast een grootschalig survey-onderzoek gedaan. De cijfers die dat oplevert zijn niet keihard, omdat de mogelijkheden voor verificatie of falsificatie van beschuldigingen na zo vele jaren vaak ontbreken. Naast bewezen gevallen worden in de cijfers ook gevallen meegeteld waarin het erg aannemelijk is dat zich inderdaad misbruik heeft voorgedaan.
Twee zaken zorgen voor een blijvende onderschatting van de misbruikaantallen. In het algemeen geldt bij seksueel misbruik dat een heel groot deel van de zaken helemaal nooit wordt gemeld, en er sprake is van een grote onderrapportage (= het niet melden van incidenten). Daarnaast zijn inmiddels veel archieven vernietigd. Daar tegenover staan valse meldingen (overrapportage), die kunnen zorgen voor overschatting van de aantallen. Het aantal valse meldingen is echter heel klein. Omdat de onderrapportage veel hoger wordt ingeschat dan het aantal valse meldingen, is het erg waarschijnlijk dat de daadwerkelijke misbruikaantallen duidelijk hoger liggen dan de door onderzoekscommissies vastgestelde aantallen. De Nederlandse onderzoekscommissie heeft getracht dit probleem te ondervangen door niet alleen uit te gaan van meldingen van misbruik, maar ook een grootschalige enquête te organiseren.

## Aard van het misbruik
Het Amerikaanse John Jay-rapport (paragraaf 4.2) toont aan dat vier van de vijf Amerikaanse slachtoffers (80%) jongens waren. De jongens waren meestal in de puberleeftijd (12 tot 16 jaar oud), of iets ouder (17 tot 21 jaar oud). De gemiddelde leeftijd van alle slachtoffers was 12 jaar (paragraaf 4.3). Het misbruik betrof vele seksuele varianten, waaronder vele zware seksuele delicten. 34% van het misbruik bestond uit orale seks en penetratie (paragraaf 4.4). In 41% van de gevallen vond het misbruik plaats in het huis van de priester, en in 16% van de gevallen in de Kerk (paragraaf 4.5).
Het Ierse Ryan-rapport beschrijft alle vormen van fysiek, seksueel en emotioneel misbruik en verwaarlozing, waaronder ook verkrachting, molestatie en voyeurisme. Het misbruik vond vooral plaats in instellingen voor jongens. Het misbruik vond niet alleen plaats door religieuzen, maar ook door leken die te werk waren gesteld in de katholieke instellingen. Ook in Ierland waren vier van de vijf slachtoffers van seksuele misbruiken jongens.
Hoofdstuk 2 van het rapport van de commissie-Adriaenssens beschrijft dat ook in België veel meer jongens (twee derde) dan meisjes (een derde) slachtoffer werden. De meeste mannelijke slachtoffers waren tussen de 10 en 14 jaar toen het misbruik begon. Het misbruik startte gemiddeld bij 12 jaar. De daders waren allen mannen. Uit de getuigenissen bleek dat het in België niet alleen ging om oppervlakkige betastingen, maar om oraal en anaal misbruik of wederzijds aftrekken. De slachtoffers werden vooral misbruikt in een onderwijs- en opvoedingscontext (vooral internaten), al dan niet vermengd met een privé-context (priester als huisvriend).
Hoofdstuk 3 van het eindrapport van de commissie-Deetman beschrijft dat (ook) in Nederland vier van de vijf slachtoffers jongens waren. Ruim de helft van het misbruik betrof zes- tot twaalfjarigen, meer dan tachtig procent betrof zes- tot veertienjarigen. Het misbruik vond vaak plaats in katholieke onderwijsinstellingen. In ongeveer twintig procent van de gevallen was er sprake van penetratie.
Binnen de Katholieke Kerk werden dus vooral jongens misbruikt. Dit wijkt af van het totale beeld van al het kindermisbruik in de maatschappij, waarvan veel meer meisjes dan jongens slachtoffer worden. In zijn totaliteit zijn meisjes drie keer vaker slachtoffer dan jongens. Mogelijke verklaringen voor dit verschil zijn een mogelijke oververtegenwoordiging van homoseksuelen onder priesters (zie onder) en een hogere beschikbaarheid van jongens, omdat vroeger alleen jongens misdienaar mochten zijn.

## Mogelijke oorzaken
Over de oorzaken van kindermisbruik door priesters en andere religieuzen bestaat veel discussie en wordt nog veel onderzoek gedaan. Meer in het algemeen geldt dat de verklaring van seksueel misbruik complex is; er zijn meerdere oorzaken van verschillende aard die ook nog eens met elkaar in verband staan. Ook het misbruik van kinderen in de Kerk kan niet vanuit één oorzaak worden verklaard. De mogelijke oorzaken dient men dan ook te beschouwen als hypothesen. Op basis van de huidige kennis worden de volgende veronderstellingen gedaan:
CelibaatOver de vraag of er een duidelijk verband bestaat tussen het opleggen van het celibaat en kindermisbruik door leden van de clerus, zijn de meningen sterk verdeeld. Zij die geloven in het verband denken dat de verplichte seksuele onthouding ertoe leidde dat geestelijken hun seksualiteit niet konden uitleven, wat leidde tot frustratie en pedofiele excessen. Hoewel een deel van de wetenschappers wel gelooft in dit verband, ontkennen de meeste wetenschappers het. Dat het celibaat dé verklarende factor zou zijn voor het misbruik in de Kerk, is een stelling waarvoor geen wetenschappelijke onderbouwing bestaat. Volgens de meeste onderzoekers veroorzaakt het celibaat namelijk geen pedofilie als geaardheid, noch gelegenheidsmisbruik. Wel is het mogelijk, dat het celibaat pedofielen of mensen met een verstoorde seksualiteit aantrekt. Ook op basis van misbruikcijfers wordt meestal de conclusie getrokken dat het celibaat niet tot meer misbruik leidt, omdat kindermisbruik onder niet-celibataire personen net zo veel of zelfs meer voor zou komen als onder celibataire personen. De Duitse onderzoekers Hans-Ludwig Kröber, Norbert Leygraf en Manfred Lütz verklaarden in februari 2010 dat celibataire mannen in Duitsland in de jaren 1995–2010 verhoudingsgewijs 36 keer minder vaak pedofiel misbruik plegen dan niet-celibataire mannen en dat het impliceren van een causaal verband tussen het celibaat en pedofilie wetenschappelijk gezien "onverantwoordelijk" is. Ook binnen de Kerk zijn de meningen verdeeld. Hoewel er binnen de Katholieke Kerk wel theologen, priesters en bisschoppen zijn die het celibaat mede vanwege het gevaar voor misbruik kritiseren, ontkent de hoogste leiding van de Kerk al sinds 1967 een verband tussen het celibaat en het misbruik.
Gebrekkige opleiding en toelatingscriteriaIn 1967 gaf de toenmalige paus aan dat een verkeerde selectie van priesters oorzaak zou zijn van seksuele aberraties door priesters. In zijn brief aan de Ierse katholieken heeft paus Benedictus aangegeven dat – althans in Ierland – de procedures voor de beoordeling van kandidaat-priesters en de morele vorming in seminaries niet altijd voldoende zijn geweest. In Nederland vormden psychische problemen vaak geen beletsel voor intrede. Er zijn priesters die hebben aangegeven dat de seminarieopleiding weinig aanbiedt om zich voor te bereiden op een levenslang celibaat. Training over het onderwerp seksueel misbruik van kinderen ontbrak nogal eens.
GelegenheidKostscholen, gestichten, tehuizen en andere katholieke internaten waren afgesloten gemeenschappen met veel kinderen, waarbinnen sommige geestelijken de gelegenheid voor ongestraft misbruik vonden. Hier lijkt zich een probleem van falend toezicht te hebben voorgedaan. Door de lange verblijfsperiodes in de internaten met weinig tijd thuis bij het gezin voelden veel internaatslachtoffers zich losgeweekt van hun gezin. Ook buiten internaten kwamen priesters veel met kinderen in contact, waarbij priesters vaak niet aan supervisie waren onderworpen. Door een gebrek aan toezicht hebben priesters kansen om in de fout te gaan.
Machtsverschillen en machtsmisbruikDe Katholieke Kerk kent een uitgesproken hiërarchische ordening. Het Belgische rapport van de commissie-Adriaenssens stelt dat seksueel misbruik gemakkelijker voorkomt in een omgeving waar machtsverschillen institutioneel verankerd zijn, waardoor ze niet ter discussie gesteld worden. Binnen hun parochie hebben priesters macht en autoriteit, wat aanleiding kan geven tot machtsmisbruik. Deze macht plaatste priesters boven elke verdenking en maakte het mogelijk om ontdekking van misbruik te voorkomen. De slachtoffers bleven vaak gevangen in de macht van de daders, omdat zij door hun ouders meestal niet werden geloofd wanneer zij spraken over misbruik. Sommigen spreken over een cultuur van klerikalisme, waarin de priester als superieur werd gezien en een bijna volledige macht kreeg over zijn slachtoffertjes.
Emotionele en seksuele onvolwassenheidPriesters gingen in het verleden met twaalf, dertien jaar naar het seminarie, en leerden daar niet hoe ze met intimiteit en seksualiteit moesten omgaan. Daarnaast zou het feit dat alles (zoals woning, werk en financiën) voor priesters werd geregeld emotioneel en seksueel onvolwassen kandidaten aan hebben getrokken. Beide redenen zouden hebben gezorgd voor seksuele onvolwassenheid bij priesters, die hierdoor geneigd zouden zijn geweest om zich vooral te richten op (eveneens onvolwassen) kinderen.
PedofilieOmdat pedofielen de neiging hebben een baan te kiezen waarin ze met kinderen te maken hebben, voelden zij zich mogelijk aangetrokken tot het onderwijswerk en het daarmee verbonden priesterschap.
Ontbreken van empathieIn katholieke internaten ontbrak het veelal aan empathie, niet alleen bij de daders, maar ook in het grotere systeem waarin de dader en het slachtoffer functioneerden.
HomoseksualiteitHoewel goede cijfers hierover ontbreken, wordt regelmatig verondersteld dat zich onder priesters een relatief hoog aantal homoseksuelen zou bevinden. Indien dit correct zou zijn, zou dit een van de mogelijke verklaringen kunnen zijn voor het feit dat er binnen de Katholieke Kerk veel meer jongens dan meisjes zijn misbruikt. Homoseksualiteit wordt vooral vanuit kerkelijke kringen als oorzaak van het misbruik aangewezen. Dit causaal verband is echter niet bewezen en wordt door anderen ontkend, onder andere omdat homoseksualiteit niet leidt tot pedofilie. Beide fenomenen worden door wetenschappers van elkaar gescheiden gezien. Dat het meestal jongens waren die werden misbruikt, zou ook door een grotere beschikbaarheid van jongens kunnen worden verklaard, in plaats van door homoseksualiteit. Juist toen het aantal homoseksuele priesters in de VS steeg, begonnen de misbruikcijfers te dalen.
Losse moraal en zeden in de jaren zestig en zeventigDe door het John Jay College uitgevoerde studie die in 2011 werd gepubliceerd, identificeert de lossere zeden in de VS in de jaren zestig en zeventig als een van de belangrijkste oorzaken voor de omvang van het misbruik in die jaren. Mede door hun gebrekkige opleiding waren priesters volgens deze studie niet in staat goed om te gaan met de sociale onrust in deze periode, en nam het misbruik toe. Volgens dit onderzoek is deze sociale factor de enige goede verklaring voor de sterke toename van misbruik in de jaren zestig, en de afname in de jaren tachtig. Factoren die al jaren stabiel waren, zoals het celibaat, kunnen volgens deze studie de piek in misbruik niet verklaren. In 2019 publiceerde de afgetreden paus Benedictus XVI een essay waarin hij eveneens een groot deel van de oorzaak legt bij de seksuele revolutie van 1968, die volgens hem tot een morele ineenstorting leidde.

## Rol van het kerkelijke recht
Het seksueel misbruiken van minderjarigen geldt binnen de Katholieke Kerk al sinds lange tijd als een ernstig vergrijp, waarop ook sancties zijn gesteld. Sinds de vierde eeuw werd dit vastgelegd in een gestage stroom van decreten en vermaningen. Vóór de vorige eeuw werden deze sancties door de Kerk ook daadwerkelijk toegepast, maar in de vorige eeuw vanaf de jaren zestig meestal niet meer. Omdat de Kerk de bestrijding van het seksueel misbruik liever in eigen hand hield, werd het strafrecht meestal ook niet ingeschakeld en was sprake van geheimhouding.
Het canoniek recht van de Katholieke Kerk kent zowel algemene voorschriften voor de omgang met problematisch gedrag van priesters, als enkele specifieke voorschriften voor de omgang met seksueel misbruik door priesters. Overigens is in de praktijk gebleken dat deze nogal onduidelijk zijn. Een van de specifiek richtlijnen is de richtlijn Crimen Sollicitationis, die in 1922 werd opgesteld, en in 1962 herzien. Volgens beide versies van die richtlijn moesten zowel de priester, het slachtoffer als eventuele getuigen door middel van een eed verklaren dat zij een absoluut stilzwijgen zullen bewaren over de belastende feiten. Wie dit stilzwijgen toch doorbrak, zou worden bestraft met excommunicatie. Geheimhouding is niet alleen vereist in de richting van partijen buiten de Kerk, maar ook binnen de Kerk. Binnen de Kerk mag slechts een beperkt aantal functionarissen op de hoogte zijn van de beschuldigingen en door de Kerk ondernomen acties en eventuele sancties. Het wordt voorgeschreven dat elk bisdom over een geheim archief dient te beschikken waarin de documentatie over deze zaken wordt bewaard. De geheimhouding werd opgelegd om het biechtgeheim te beschermen en om er zeker van te zijn dat de getuigen vrij konden praten. Er zijn ook experts die de richtlijn anders interpreteren en aangeven dat het vereiste van geheimhouding niet zo absoluut was.
In 2001 werd Crimen Sollicitationis vervangen door nieuwe regelgeving. In dat jaar stuurde het Vaticaan de brief 'de delictis gravioribus’ (over de ernstigste vergrijpen) aan alle bisschoppen in de wereld. Daarin staat dat gevallen van seksueel misbruik van minderjarigen door priesters, die eerder door bisdommen zelf werden behandeld, vanaf dat moment berecht moesten worden door de Congregatie voor de Geloofsleer. Deze centralisatie van de klachtenafhandeling vond plaats om een meer gecoördineerde en uniforme behandeling van klachten mogelijk te maken. Ook het document Sacramentorum sanctitatis tutela behoort tot de relevante regelgeving door het Vaticaan. Deze centralisatie van de klachtenafhandeling veranderde niets aan het eerder door Crimen Sollicitationis opgelegde vereiste van geheimhouding. In de brief 'de delictis gravioribus’ was namelijk opgenomen dat dergelijke delicten onderworpen zijn aan het Pauselijke geheim. Van een (verplichte) melding van dergelijke praktijken aan de wereldlijke gerechtelijke instanties is hierin geen sprake. Naar aanleiding van deze richtlijnen werden tussen 2001 tot 2010 circa 3000 beschuldigingen van misbruik voorgelegd aan de Congregatie voor de Geloofsleer.
Omdat de Kerk een eigen rechtssysteem had waarin strikte geheimhouding was voorgeschreven, werd melding aan de politie ontmoedigd, en bestond er binnen de Kerk de neiging om het canoniek recht te beschouwen als het enige recht dat van toepassing was op priesters die zich aan kindermisbruik schuldig hadden gemaakt (Robertson 2010, p. 43). Dit was een misvatting van de Kerk, omdat er in vrijwel alle landen wettelijke verplichtingen zijn om misbruik te melden bij justitie (Robertson 2010, p. 43). De behandeling van zaken door het eigen rechtssysteem pakte niet goed uit voor het onderzoek naar klachten, omdat het canoniek recht in het geval van een klacht nauwelijks voorziet in onderzoek (Robertson 2010, pp. 48 en 49) en evenmin in een onafhankelijk proces (Robertson, p. 50). Voor het slachtoffer wordt geen plaats ingeruimd in het kerkrecht, er wordt niet in schadeloosstelling voorzien, en er is geen beroepsinstantie.
Straffen werden slechts toegepast nadat alle andere pastorale middelen werden uitgeput. De straffen die conform het canoniek recht kunnen worden opgelegd zijn niet streng, en bij de toepassing ervan gelden veel verzachtende omstandigheden. De zwaarste straffen zijn excommunicatie en laïcisering, dat wil zeggen het terugbrengen van de status van de priester tot die van een leek (Robertson 2010, p. 43). Hoofdstuk 4 van het Ierse Murphy Report beschrijft dat de straffen die door het canoniek recht waren gesteld op misbruik, door de Kerk zelf niet of nauwelijks toegepast werden. Hoewel dit recht gebruikt had kunnen worden om priesters te straffen, gebeurde dit niet. In zijn brief aan de Ierse katholieken bevestigt paus Benedictus deze gang van zaken, en geeft hij aan dat de canonieke straffen in de toekomst wel zullen moeten worden toegepast. Tot 2001 waren misdaden volgens dit recht al na vijf jaar verjaard, waardoor klachten over oudere voorvallen (die bij seksueel misbruik vaak voorkomen) niet goed konden worden onderzocht.
Ook het biechtgeheim heeft bijgedragen aan het geheim blijven van misbruik. Wanneer een priester bij een collega of een bisschop opbiecht misbruik te hebben gepleegd, kan de priester of bisschop aan wie het misdrijf is bekend, zich beroepen op het biechtgeheim om die feiten niet te melden aan andere personen of het gerecht. In 2011 gaf de Ierse regering aan dat zij de introductie van een wet overweegt om het biechtgeheim in het geval van seksueel misbruik te doorbreken. In Australië zijn vergelijkbare wetten in een deel van het land ingesteld. De Australische bisschopsconferentie geeft aan priesters de instructie die wetten te negeren. Ook is het voorgekomen dat de biecht werd gebruikt om slachtoffers tot zwijgen te manen.
Naar aanleiding van alle ophef over het misbruik werd de kerkelijke regelgeving inzake misbruik in 2009 en 2010 verscherpt (zie onder).

## Rol van het Vaticaan
Binnen het Vaticaan is de Congregatie voor de Geloofsleer belast met zaken van misbruik. Tot 2001 had ook de Congregatie voor de Clerus een rol in dezen.

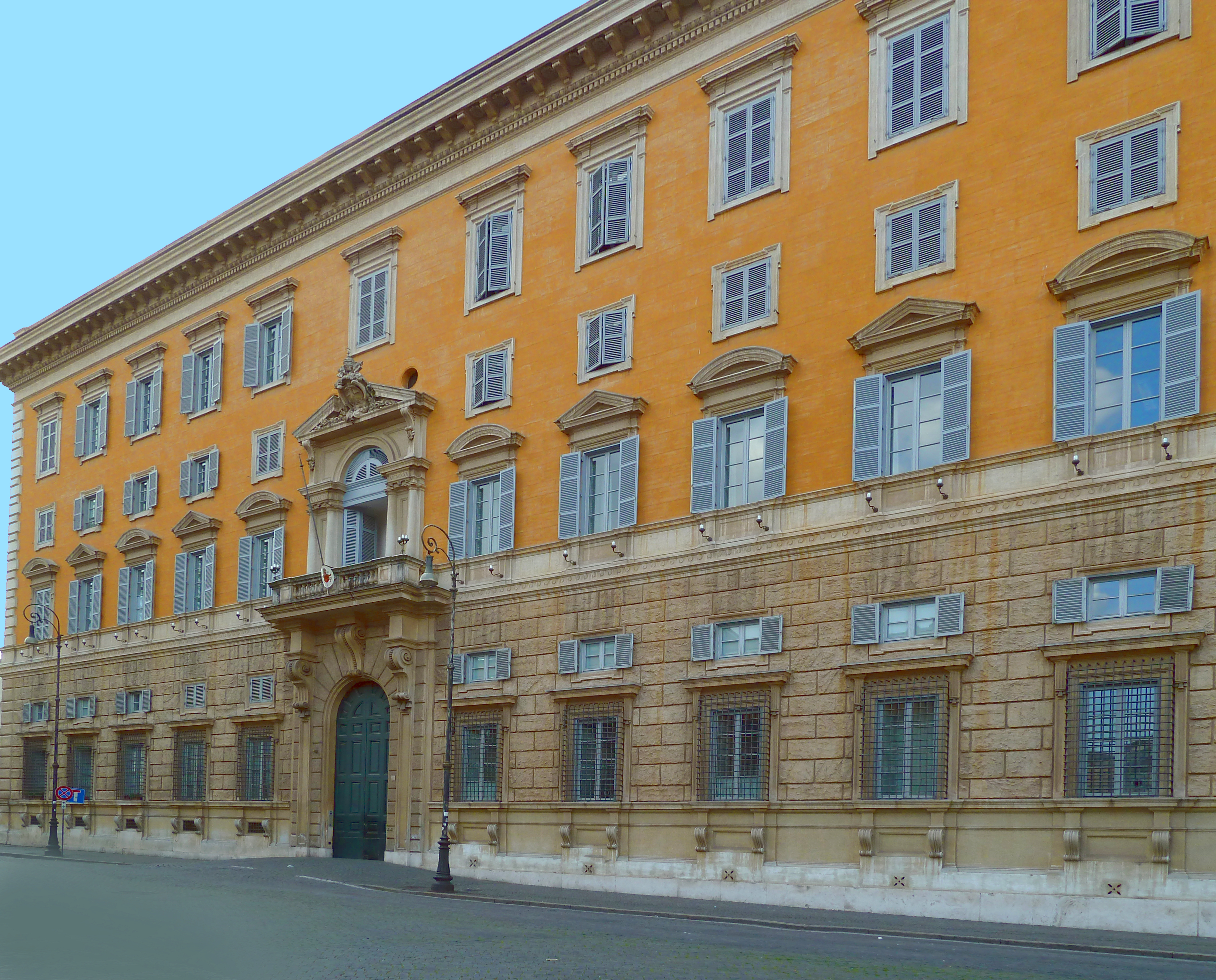
De Congregatie voor de Geloofsleer

Benedictus XVI was van 1981 tot in 2005, toen nog als kardinaal Ratzinger, prefect van de Congregatie voor de Geloofsleer, en in die hoedanigheid verantwoordelijk voor de uitvoering van de richtlijn Crimen Sollicitationis. Hij was ook de ondertekenaar van de brief 'de delictis gravioribus'. Omdat sommigen veronderstellen dat de richtlijn en de brief bij hebben gedragen aan de geheimhouding van het misbruik, houden zij paus Benedictus hier mede verantwoordelijk voor. Verschillende advocaten hebben geprobeerd Paus Benedictus hiervoor aan te klagen, maar zonder succes omdat de paus als staatshoofd immuniteit geniet. Daarnaast is paus Benedictus ook bekritiseerd omdat de Congregatie voor de Geloofsleer gedurende de periode dat hij daar als kardinaal Ratzinger leiding aan gaf, bepaalde concrete gevallen niet goed zou hebben afgehandeld. Zo zou de congregatie priesters zoals Lawrence Murphy uit Wisconsin, Marcial Maciel Degollado uit Mexico en Stephen Kiesle uit Oakland niet snel genoeg uit hun ambt verwijderd hebben. De notoire misbruiker Tony Walsh uit Dublin, die door het bisdom Dublin al uit zijn ambt was gezet, werd in beroep door de Congregatie geherinstalleerd als priester, en pas na nog meer misbruik en een verzoek van de aartsbisschop aan de paus definitief uit zijn functie ontheven. In reactie op dergelijke kritieken verdedigde de toenmalige prefect van de Congregatie voor de geloofsleer, William Levada, het vroegere optreden van Paus Benedictus. Ook anderen verdedigden de Paus. In 2011 ontving de Congregatie kritiek op haar trage behandeling van de zaak Vangheluwe.
Naast de Congregatie voor de Geloofsleer ontving ook de Congregatie voor de Clerus kritiek, en wel omdat de prefect van deze congregatie, kardinaal Darío Castrillón Hoyos, in 2001 een brief schreef aan alle bisschoppen van de wereld, waarin hij de Franse bisschop Pican prees omdat deze had geweigerd aangifte te doen van door een priester gepleegd seksueel misbruik (Robertson 2010 p. 42). In 2011 leverde de Ierse regering scherpe kritiek op de Congregatie voor de Clerus, omdat deze in 1997, via de Pauselijke nuntius in Ierland, een brief stuurde aan de Ierse bisdommen waarin aangifte bij de politie wordt ontmoedigd omdat dit strijdig zou zijn met het canoniek recht. In zijn reactie benadrukte de Ierse premier het primaat van de Ierse wetgeving boven het canoniek recht.

## Gebrekkige bestrijding door de Kerk, overheden en justitie
Hoewel het misbruik van minderjarigen binnen de Katholieke Kerk al veel langer bekend was, ondernamen kerkelijke overheden volgens verschillende onderzoeksrapporten decennialang weinig om het te bestrijden. Omdat de Kerk niet krachtig optrad tegen het misbruik, kon het misbruik zo lang doorgaan en konden individuele daders zoveel slachtoffers maken. Soms droegen ontkenning van misbruik en zwijgen over het misbruik bij aan het voortduren ervan. In de jaren dat het misbruik het meest frequent voorkwam – dus in de vorige eeuw vanaf de jaren 50 tot en met de jaren 80 – kwamen de volgende reacties voor:

### Slechte afhandeling van individuele gevallen
- Omdat bijna alle slachtoffers vrome, praktiserende katholieken waren, die is aangeleerd om zich in tijden van nood te wenden tot hun religieuze gezagsdragers, benaderden zij wanneer zij hulp zochten over het algemeen de kerkelijke autoriteiten.[124]
- Een deel van de bisschoppen en kardinalen behandelde klachten goed, maar een ander deel niet.[160] Soms werd in reactie hierop geen enkele actie ondernomen door de kerkelijke autoriteiten. Anonieme klachten werden niet in behandeling genomen. Tot 2001 werden klachten over een feit dat meer dan 5 jaar geleden gepleegd was, niet in behandeling genomen. Beschuldigingen werden regelmatig niet goed onderzocht.[201][202] Richtlijnen en procedures voor een goede omgang met klachten en beschuldigingen ontbraken.[203][204]
- Meestal werd geen aangifte bij justitie gedaan, en werd de zaak door de Kerk zelf afgehandeld. Verschillende bisdommen deden zelfs nooit aangifte, waaronder Dublin tot 1996,[205] Ferns tot 1990,[206] Boston tot 1993,[207] en Philadelphia tot 2005.[208] In Nederland behoorde aangifte doen niet tot het bestuurlijke repertoire van bisschoppen of oversten.[209] Dit ondanks wettelijke verplichtingen om dit wel te doen. Een van de redenen hiervoor was de door het canoniek recht van de Kerk voorgeschreven geheimhouding van zaken van misbruik.[210] Het bisdom Boston[211] en verschillende Belgische bisdommen[212] dachten dat het canonieke recht melding bij justitie verbood. Daarnaast wenste men de reputatie van de Kerk te beschermen.[213]
- Slechts in een kleine minderheid van de gevallen werden priesters die zich aan misbruik hadden schuldig gemaakt uit het priesterambt verwijderd. In Amerika werd 6% van de priesters tegen wie geloofwaardige beschuldigingen waren geuit, uit het priesterambt verwijderd (John Jay-rapport, paragraaf 5.3). In België werd de priester voor het misbruik zelden uit de Kerk gestoten.[214] Een dergelijke verwijdering kon de uitkomst zijn van een canoniek proces voor een kerkelijke rechtbank. De bisschoppen van Dublin kozen echter bij voorkeur voor therapie, en niet voor een proces.[215]
- De afhandeling door de Kerk zelf bestond vaak uit psychologisch onderzoek van en therapeutische behandeling van de daders. Vóór 1984 dacht de Kerk dat misbruikers met succes psychologisch konden worden behandeld, psychologische behandeling van daders werd dan ook gezien als de beste actie.[16] In het bisdom Boston werden therapeutische rapporten met een gunstige uitslag gebruikt ter rechtvaardiging van de sterke wens van het bisdom om priesters die zich aan misbruik schuldig hadden gemaakt zo vaak als mogelijk opnieuw als priester in te zetten.[216] In de bisdommen Ferns[217][218], Philadelphia[219] en de VS als geheel[220] kwam het zelfs voor dat priesters die beschuldigd waren en over wie een negatief psychologisch advies was uitgebracht, toch werden herbenoemd. Er is wel gesteld dat dit mede een kwestie van vraag en aanbod zou zijn: door het tekort aan priesters zou de katholieke overheid geneigd zijn priesters toch in dienst te houden ondanks beschuldigingen van misbruik.[221]
- Na afronding van de therapie werden de daders werden vaak overgeplaatst naar een andere parochie of bisdom.[222][223] Hierdoor kon men de geruchtenmolen stoppen en voorkomen dat het instituut schade opliep.[214]
- De nieuwe parochie van de priesters werd in de meeste gevallen niet ingelicht over het verleden van de priesters,[129][224][225] en soms misleid over de reden van de overplaatsing.[220] Deze handelwijze werd mede ingegeven door de in het canoniek recht opgelegde geheimhouding, die ook binnen de Kerk van toepassing was.
- In een deel van de gevallen werd de priester vanwege het gepleegde misbruik beperkt in zijn taken, functie of bevoegdheden. Soms werd hij beperkt in zijn contact met minderjarigen of onder toezicht gesteld. In andere gevallen mocht een priester geen priesterkleding meer dragen of werd hem verboden de mis op te dragen. In een ander deel van de gevallen gebeurde dit niet. In het bisdom Dublin werden priesters die eerder in de fout waren gegaan nadien niet goed in de gaten gehouden.[226] Ook het bisdom Boston controleerde daders vaak niet, en nam soms geen maatregelen om toekomstig contact tussen kinderen en misbruikers te voorkomen.[227] In Nederland werden maatregelen zoals controle en een verbod op contact met kinderen soms slechts tijdelijk volgehouden.[228] Hierdoor kon een deel van de daders zich in de nieuwe parochie opnieuw schuldig maken aan misbruik,[124][229] waarna soms een nieuwe overplaatsing volgde.
- Hoewel de Ierse congregaties zich bewust waren van het gevaar dat dit voor kinderen opleverde, speelde dit geen rol in de overwegingen,[230] en was er weinig of geen bezorgdheid voor het welzijn van de kinderen die nog in contact zouden komen met de priesters die eerder misbruik hadden gepleegd.[231] Ook het bisdom München nam verdere slachtoffers ten gevolge van deze handelwijze welbewust op de koop toe.[100] Priesters die in het bisdom Rotterdam niet meer konden worden gehandhaafd werden in andere bisdommen tewerkgesteld, waarbij de risico's van dit doorschuiven schromelijk werden onderschat, wat ten koste kon gaan van de fysieke en mentale integriteit van minderjarigen die met zulke priesters in aanraking kwamen.[232]

### Geen structurele aanpak
De gebrekkige bestrijding was mede te wijten aan falend leiderschap en een gebrek aan een stelselmatige aanpak. In het bisdom Boston faalde het leiderschap permanent en op grote schaal. Het bisdom deed decennialang geen omvattend onderzoek naar de systematische oorzaken van het misbruik. Misschien het meest tragische aan het misbruik is, dat veel van de schade had kunnen worden voorkomen.
Tussen 1930 en 1997 heeft de Belgische katholieke overheid nooit een algemeen onderzoek ingesteld. Hoewel de religieuze autoriteiten in Ierland wisten dat misbruik een persistent probleem was, werd elk geval individueel en in het geheim behandeld, en werd er geen poging gedaan om de systematische onderliggende problemen aan te pakken.
Hoewel de Nederlandse kardinalen en bisschoppen veelal op de hoogte waren van de problematiek, leidde dit niet tot meer beleidsmatige of structurele aandacht. De bisschoppen beschouwden gevallen van misbruik als geïsoleerde gevallen en niet als symptomen van een structureel probleem dat om een bestuurlijke reactie vroeg. Voor 1955 kreeg het probleem binnen de Nederlandse Kerk wel enige aandacht, en werden er pogingen ondernomen om er greep op te krijgen. Na 1955 ebde deze aandacht echter weer weg. Een slagvaardig en krachtdadig optreden werd mede belemmerd door de gefragmenteerde bestuursstructuur van de Nederlandse Kerk, met veel autonomie voor de afzonderlijke bisdommen, in combinatie met een gesloten bestuurscultuur zonder afdoende toetsings- en correctiemogelijkheden.
De kerkelijke autoriteiten uit Ierland en Rome waarschuwden hun parochies en priesters niet goed voor het gevaar van kindermisbruik, zelfs niet op het moment dat ze al goed van dit gevaar op de hoogte moeten zijn geweest. Het Vaticaan ondersteunde haar bisschoppen in het jaar 1996 nog niet goed bij de omgang met het misbruik. De paus had de aanpak van de problemen kunnen bespoedigen, maar doordat deze lange tijd niet duidelijk op de problematiek reageerde, werd dit door bisschoppen zelfs als een obstakel voor verandering gezien.
In 2011 concludeerde het Belgische parlement dat de structuur van de Kerk en het ontbreken van een visie en een gecoördineerde aanpak een adequate behandeling van dit vraagstuk nog altijd in de weg staan. In datzelfde jaar sprak de Ierse premier over het niet-functioneren, het losgezongen zijn van de realiteit, het elitarisme en het narcisme, die de cultuur van het Vaticaan tot op de dag van vandaag domineren.

### Overplaatsing van priesters
Het patroon van overplaatsing van priesters deed zich in alle landen voor. Zo pleegde de Amerikaanse priester John Geoghan dertig jaar lang delicten, waarbij hij 150 slachtoffers maakte. Als hij werd betrapt, werd hij overgeplaatst. Het John Jay-rapport (paragrafen 3.5 en 3.6) toont aan dat er veel seriële misbruikers waren. 143 priesters pleegden misbruik in meerdere bisdommen. In vele gevallen verzuimde de kerkleiding in te grijpen.
In Europa is deze gang van zaken in Ierland onderzocht en bevestigd in het Murphy Report en het Ryan-rapport. Een voorbeeld is de Ierse priester Brendan Smyth, die gedurende meer dan 40 jaar meer dan 100 slachtoffers maakte. Wanneer hij werd betrapt, werd hij overgeplaatst van parochie naar parochie, van bisdom naar bisdom, en zelfs van land tot land. Ook in België werden priesters tegen wie een klacht werd ingediend decennialang nagenoeg systematisch overgeplaatst.
Ook in Nederland werden vele priesters overgeplaatst naar plekken verwijderd van de plek waar een mogelijk schandaal dreigde. De overplaatsingen vonden ook naar landen buiten Nederland plaats. In vele gevallen vonden verplaatsingen naar andere landen en zelfs continenten plaats. Het omgekeerde, waarbij Nederland als uitwijk- of verblijfsplaats fungeerde voor buitenlandse geestelijken, kwam ook voor. De gevallen laten zien hoe de verschillende kerkprovincies elkaar over de landsgrenzen heen behulpzaam waren, dan wel probeerden probleemgevallen op elkaar af te schuiven.
Ook in Duitsland zijn er voorbeelden van deze handelwijze van de Kerk. Aldaar ontstond in 2010 discussie over de vraag of en in hoeverre paus Benedictus in zijn periode als aartsbisschop van München op de hoogte, betrokken of verantwoordelijk was geweest van/voor het geval van priester Peter Hullermann die zich in een ander bisdom al aan misbruik schuldig had gemaakt, over werd geplaatst naar München, en zich daar opnieuw aan misbruik schuldig maakte. Een in januari 2022 verschenen rapport bevestigde dat van bewuste betrokkenheid van Ratzinger als aartsbisschop bij deze overplaatsing sprake is geweest (zie hierboven onder Duitsland).

### Rol van overheden en justitie
Ook partijen buiten de Kerk bestreden het misbruik niet goed. Overheden en justitie voerden in de decennia dat er vaak sprake was van misbruik weinig controle uit, namen aangiften niet altijd serieus genoeg, en gingen er te makkelijk van uit dat de Kerk zelf wel afdoende maatregelen zou nemen. Deze gang van zaken is in Ierland onderzocht en bevestigd in het Murphy Report. In Nederland waren krantenberichten over een mogelijk (te) zachte aanpak van priesters door het Openbaar Ministerie aanleiding voor de Tweede Kamer om opheldering te vragen bij het OM. Dit liet in 2011 een onderzoek uitvoeren door Dato Steenhuis. Hoewel het onderzoek aantoonde dat het OM in de jaren 50 en 60 in een aantal gevallen van misbruik door priesters niet tot vervolging is overgegaan, bleek uit de resultaten van het onderzoek niet dat het Openbaar Ministerie priesters bewust ontzag, en ook niet dat er speciale afspraken waren tussen de Kerk en het OM. Vervolgens is er aanvullend onderzoek gedaan.
Vanaf het begin van deze eeuw is de bestrijding van het misbruik binnen de Kerk geleidelijk verbeterd (zie onder).

## De omgang met slachtoffers, daders en verantwoordelijken

### Omgang met de slachtoffers
De Kerk kende een schadebeperkend systeem dat de positie van de Kerk stelde boven het welzijn van de kinderen die slachtoffers waren geworden. In het bisdom Dublin was het welzijn van de kinderen ondergeschikt aan het voorkomen van schandalen en bescherming van de reputatie van de Kerk. De leiding van het bisdom Boston koos er decennialang voor om de reputatie van de Kerk te beschermen, in plaats van de kinderen. Ook alle slachtoffers die met de Belgische onderzoekscommissie spraken verdenken de Kerk ervan eerder voor de eigen reputatie te kiezen dan voor de bescherming van het slachtoffer.
Het bisdom München had tot 2002 geen oog voor de slachtoffers en het hen toegebrachte leed. Er was desinteresse voor het lot van de slachtoffers. Het aartsbisdom Philadelphia heeft een beschamende historie in de omgang met klachten. Het aartsbisdom betuigde nooit spijt, en erkende het lijden van de slachtoffers nooit. Het bisdom Dublin deed vrijwel geen pogingen om recht te doen aan de slachtoffers. In de Nederlandse kerkelijke archieven is weinig te vinden over enige hulp of nazorg aan slachtoffers.
Het Ierse Ryan report geeft aan dat er in een deel van de gevallen wel maatregelen werden genomen die de slachtoffers beschermden, maar het kwam ook vaak voor dat klachten werden genegeerd of er druk op het kind en diens familie werd uitgeoefend om de klacht in te trekken en te zwijgen. Als kerkelijke beambten contact opnamen met slachtoffers dan was het gewoonlijk om hun stilzwijgen af te dwingen, en niet om pastorale zorg te verlenen. Slachtoffers kregen te horen dat ze zich vergisten over wat hen overkomen was of ze kregen magere excuses die de handelingen van de priesters minimaliseerden en de ervaring van het slachtoffer verwierpen. Vaak vroeg de Kerk aan de slachtoffers om hun misbruikers te vergeven. Soms werd een schikking met de familie getroffen, op voorwaarde dat de familie geen ruchtbaarheid zou geven aan de zaak. In Nederland namen kerkelijke bestuurders nooit zelf het initiatief om contract op te nemen met de slachtoffers, maar deden zij dit alleen als het echt niet anders kon en nodig was om reputatieschade of aangifte bij de politie te voorkomen. In andere gevallen werd er, conform de volgens Crimen Sollicitationis voorgeschreven procedure, druk op de slachtoffers uitgeoefend om een eed af te leggen door middel waarvan geheimhouding werd beloofd (Robertson 2010 p. 25). In 2010 raakte Kardinaal Seán Brady, primaat van de Ierse Kerk, in opspraak omdat hij in 1975 betrokken was bij het laten afleggen van een dergelijke eed door twee jeugdige slachtoffers van Priester Brendan Smyth, die daarna nog tientallen slachtoffertjes zou maken en pas in 1994 gearresteerd zou worden.
Slachtoffers die klaagden en geen goede respons van de Kerk kregen, werden hierdoor opnieuw getraumatiseerd. Het lijden van slachtoffers werd mede veroorzaakt doordat de daders vaak niet gestraft werden en zij misbruikers nog steeds als priester zagen functioneren en vreesden dat dit een bedreiging voor andere kinderen zouden kunnen vormen.
In België werd het seksueel misbruik niet alleen verzwegen door de Kerk. Hoewel een hoog percentage van de slachtoffertjes de ouders inlichtte, werd bijna niemand gesteund of geloofd door de ouders. In de meeste gevallen leidde de melding zelfs tot een sanctie door de ouders richting het kind. Zelfs in die gevallen waarin de ouders hun kind met tegenzin geloofden, was de gangbare tendens om te zwijgen uit angst of overdreven achting voor de Kerk. Families hadden nauwe banden met de priester. Zij hadden de gewoonte de priesters en hun imago te beschermen, ten koste van de normale beschermingsreflex van de ouders ten opzichte van hun kinderen. Ook in Nederland vonden de slachtoffertjes vaak geen gehoor bij hun ouders, en viel de afweging van de ouders vaak uit in het voordeel van de volwassenen aan wie zij hun kind hadden toevertrouwd en van wie zij het gezag niet wilden of durfden te ondermijnen. Sommigen wijten dit aan de cultuur van klerikalisme die zou hebben bestaan. In deze cultuur werd de priester als moreel superieur beschouwd, waardoor de gedachte dat deze ook kwaad zou kunnen doen niet bij de ouders opkwam.

### Omgang met de daders
Het kwam regelmatig voor dat de leiding van het bisdom Boston meer tegemoetkwam aan de behoeften van de schuldige priesters, dan aan de behoeften van de kinderen die slachtoffer waren geworden, of dit nog zouden kunnen worden. Het steunen van de daders kreeg meer prioriteit dan het beschermen van de kinderen. Het bisdom München strafte daders in verreweg de meeste gevallen niet, maar beschermde ze wel voor het bekend worden van hun misstappen. In België was overplaatsing vaak de enige straf die de dader werd opgelegd. In Nederland hadden de maatregelen vooral het karakter van interne maatregelen zoals overplaatsen, met vervroegd emeritaat sturen, of (tijdelijk) op non-actief stellen. Het bisdom Dublin paste het canonieke recht selectief toe, tot voordeel van de misbruikende priester, en ten nadele van zijn slachtoffers. Het Murphy-rapport noemt het niet straffen van daders door de aartsbisschoppelijke autoriteiten van Dublin een schandaal. In Pennsylvania betuigden bisschoppen vooral medeleven met daders van seksueel geweld, niet met de slachtoffers daarvan. Zo schreef bisschop James Timlin van Scranton aan de priester Thomas Skotek die een meisje had verkracht, zwanger gemaakt en geholpen bij het verkrijgen van abortus, op 9 oktober 1986: "Het is met droefheid en grote spijt dat ik uw ontslagaanvraag als pastoor van de St. Stanislas Kerk in Hazleton accepteer.(…) Dit is een heel moeilijke tijd in uw leven en ik begrijp dat u daardoor van slag bent. (….) Met de hulp van God zal dit ook weer voorbij gaan en kan iedereen zijn leven weer oppakken. Wees ervan overtuigd dat ik bereid om alles te doen om u te helpen." Na zijn ontslag werd de priester naar een katholieke psychiatrische instelling gestuurd. Een jaar later, in 1987, kreeg hij een aanstelling in een andere parochie.
Waarom de Kerk daders niet of nauwelijks strafte, is moeilijk te verklaren. De volgende mogelijke (deel)verklaringen zijn hiervoor gegeven:
- Het feit dat de Kerk klachten behandelde volgens het canoniek recht of het kerkelijke strafrecht dat nauwelijks effectieve sancties kent en sinds de jaren 60 nauwelijks meer gehandhaafd werd (zie boven).
- Men ging veelal uit van een therapeutisch model, waarin niet werd ingezet op bestraffing, maar op heling van de priester.[272][273]
- De broederschap binnen de Katholieke Kerk, waardoor men elkaar niet streng beoordeelt.[100] De bisschop voelt zich veeleer vader en herder in plaats van rechter.[274]
- Volgens Thomas Doyle benadert de Kerk misbruik door priesters louter als zonde. Dit dient als excuus om het misdadige van het misbruik door de vingers te zien. Daarbij legt de katholieke Kerk de nadruk op vergeving van zonden (Robertson 2010 p. 7). Door vergeving van de zonde wordt het zedendelict vergeten, terwijl wordt afgezien van straf voor de dader. De doelstelling van vergeving schemert door in de straffen.[180] Volgens Doyle gebruikte de Kerk vergeving om het misbruik in de doofpot te stoppen.[124]

### Omgang met verantwoordelijken
Bisschoppen en andere hooggeplaatste geestelijken zijn in het verleden verantwoordelijk geweest voor bovengenoemde slechte afhandeling van individuele misbruikzaken, voor het overplaatsen en het onvoldoende bestraffen van daders, voor het gebrek aan een structurele aanpak, en voor het uit de publiciteit houden van het probleem. Er is een langlopende discussie ontstaan over de vraag, hoe hier mee moet worden omgegaan. Volgens organisaties van slachtoffers is een strengere aanpak van de verantwoordelijken gewenst. In 2015 stelde de Pauselijke commissie ter bescherming van minderjarigen voor om een speciaal tribunaal op te richten dat zich zou buigen over bisschoppen die onvoldoende ingrepen terwijl ze wisten dat er kinderen werden misbruikt. Hoewel Paus Franciscus hiermee instemde, is het tribunaal tot op heden niet gerealiseerd.

## Reacties van de Katholieke Kerk
De reacties vanuit de Kerk op de publiciteit over het misbruik waren enerzijds verdedigend, maar anderzijds in toenemende mate ook erkennend.

### Verdedigende reacties
De Kerk reageerde in eerste instantie defensief of ontkennend op de problematiek. Hierbij werden onder andere de volgende argumentaties gehanteerd:
Ontkenning van de problematiekGedurende de vorige eeuw kwam het regelmatig voor dat vertegenwoordigers van de Kerk de problematiek ontkenden of minimaliseerden. Het Belgische onderzoeksrapport geeft aan dat angst voor schade en vernietiging van de organisatie leidde tot ontkenning van de problematiek. De Kerk minimaliseerde het misbruik doorgaans. Paus Benedictus heeft expliciet uitgesproken dat de Ierse Kerk een misplaatste bezorgdheid kende voor haar reputatie en het voorkomen van schandalen. Pas in 2001 werd vanuit het Vaticaan erkend dat er sprake was geweest van misbruik binnen de Kerk.
De omvang van het misbruik wordt overdreven en is inmiddels afgenomenNa de eerste golf van onthullingen stelde de Kerk dat dit overtredingen waren van een kleine minderheid van zwakke priesters. In deze tijd stelde de Kerk dat er sprake was van rotte appels onder de priesters, individuele gevallen die alleen opereerden. Naar aanleiding van het schandaal van seksueel misbruik door priesters in de Verenigde Staten verklaarde kardinaal Joseph Ratzinger, de latere paus Benedictus XVI in 2002:

De voortdurende aanwezigheid van nieuwsitems komt op geen enkele wijze overeen met de statistische objectiviteit van de feiten. Daardoor moet men wel tot de conclusie komen dat er doelbewust gemanipuleerd wordt en men de Kerk in diskrediet wil brengen. Minder dan 1 procent van de Amerikaanse priesters hebben zich schuldig gemaakt aan handelingen van dit type.

Sommige tegenstanders zagen dit als onverschilligheid, maar voorstanders van de paus interpreteerden het als een signaal dat het gedrag van een minderheid van priesters de overgrote meerderheid die een respectvol leven leiden niet in een kwaad daglicht mocht stellen. Overigens zou later door het John Jay-rapport aangetoond worden dat tijdens de vorige eeuw een hoger percentage (dan de door de Paus genoemde 1 procent) van de Amerikaanse priesters schuldig was. Vertegenwoordigers van de Kerk en anderen benadrukken dat het probleem vanaf het laatste decennium van de vorige eeuw sterk is afgenomen
Ook buiten de Kerk vindt veel misbruik plaatsIn de VS is 5,3% van het totale aantal priesters dat in de Amerikaanse Katholieke Kerk was aangesteld van misbruik beschuldigd (zie boven). In katholieke kringen wordt wel gesteld dat dergelijke aantallen niet echt hoger liggen dan de misbruikpercentages in andere zorginstellingen zoals openbare scholen en de padvinderij. Priesters zouden zich niet vaker aan minderjarigen vergrijpen dan bijvoorbeeld onderwijzers of trainers. Of dit inderdaad zo is, is op grond van de gegevens die op dit moment beschikbaar zijn nog moeilijk te zeggen, met uitzondering van de VS is het percentage van de priesters dat zich schuldig heeft gemaakt aan misbruik nog niet goed bekend, en hetzelfde geldt voor het percentage van andere maar vergelijkbare groepen. Vertegenwoordigers van de Kerk brachten hiernaast naar voren dat het misbruik niet alleen een probleem van de Kerk is, maar van de hele samenleving, en dat het overgrote deel van het totale misbruik niet binnen maar buiten de Kerk is gepleegd. Ook bij andere religies komt misbruik voor en het meeste misbruik vindt plaats binnen de familie. Ook de Nederlandse onderzoekscommissie, de commissie-Deetman, benadrukt dat misbruik breed voorkomt en dat het overgrote deel van het misbruik buiten de Kerk plaatsvindt. De media-aandacht voor het misbruik binnen de Kerk zou dan ook disproportioneel zijn.
Er waren goede redenen voor geheimhoudingIn reactie op verwijten van overmatige geheimhouding, hebben vertegenwoordigers van de Kerk en kenners van het kerkelijke recht er op gewezen dat het canoniek recht geheimhouding voorschreef om de goede naam van het slachtoffer en de verdachte priester te beschermen. Mede met het oog op de mogelijkheid van valse beschuldigingen wenste de Kerk uit te gaan van een vermoeden van onschuld, totdat het bewijs van schuld eventueel geleverd werd. Ten slotte konden getuigen vrijuit spreken door de vertrouwelijkheid.
Ook buiten de Kerk werd misbruik verdoezeldOok is wel gesteld dat niet alleen de Kerk, maar elke organisatie (school, zwembad) misbruikgevallen in de jaren vijftig, zestig en zeventig zo veel mogelijk buiten het zicht hielden. Binnen de historische context van die tijd zou het handelen van de Kerk in dezen dus niet bijzonder zijn geweest.
Slachtoffers hadden zelf aangifte kunnen doen bij de politieIn reactie op het verwijt dat misbruik door de Kerk meestal niet bij de politie werd aangegeven, hebben vertegenwoordigers van de Kerk aangegeven dat de slachtoffers zelf ook naar de politie hadden kunnen stappen. De Kerk wilde dat niet in de plaats van het slachtoffer doen, ook al omdat tal van slachtoffers zelf wensten dat hun geval intern werd behandeld, binnen de Kerk zelf Waar critici van de Kerk aangeven dat Crimen Sollicitationis het de slachtoffers verbood om zelf aangifte te doen, was dit volgens een woordvoerder van het Vaticaan niet het geval.
De oorzaak van het misbruik zou mede buiten de Kerk liggenDe Kerk verdedigde zich ook door een deel van de oorzaak van het misbruik te wijten aan factoren buiten de Kerk. Vertegenwoordigers van de Kerk wezen het vermeende morele verval in de Verenigde Staten mede als oorzaak voor het misbruik aan. Zo beweerde de katholieke theoloog George Weigel dat het probleem veroorzaakt wordt door het afwijken van de orthodoxe rooms-katholieke leer. Kardinaal Theodore E. McCarrick, gewezen aartsbisschop van Washington, legt de oorzaak bij de algemene neergang in morele normen en waarden in de tweede helft van de twintigste eeuw. Ook werd wel verwezen naar de seksuele revolutie. Het meeste misbruik vond plaats tijdens het hoogtepunt van de seksuele revolutie. Hiermee legde de Kerk een deel van de schuld voor het misbruik en de ophef daarover bij factoren buiten de Kerk.
Psychologische behandeling van daders leek destijds goed mogelijkIn reactie op het verwijt dat daders destijds vaak werden overgeplaatst en daardoor het misbruik konden voortzetten, brachten vertegenwoordigers van de Kerk naar voren dat de daders voor hun overplaatsing vaak wel psychologische therapie hadden gekregen. Op basis van de toenmalige psychologische kennis zou het goed mogelijk zijn om een dader te genezen, of om zijn verkeerde neigingen althans in toom te houden, en zonder gevaar weer aan het werk te zetten. Het leek destijds dus redelijk om de daders te behandelen en ze daarna weer als priester te laten functioneren.
Dader uit zijn ambt verwijderen is gevaarlijkDe Kerk is verweten dat zij schuldige priesters nauwelijks strafte en maar zelden uit het priesterambt ontzette. Een reden hiervoor was dat een deel van de bisschoppen vreesde dat de dader in het geval van terugplaatsing in de lekenstand aan elke controle zou worden onttrokken. Wanneer de dader aan de Kerk verbonden bleef, was althans nog enige controle mogelijk. De Kerk was dan nog in staat om daders in hun activiteiten te beperken en om er voor te zorgen dat ze bij potentiële slachtoffertjes uit de buurt bleven.
De ernst van het misbruik was nog niet volledig bekendVanuit kerkelijke kringen is wel gesteld, dat men zich in de periode dat het misbruik zich het meest voordeed nog niet ten volle bewust was van de gevolgen die dit voor de slachtoffertjes had. Men dacht vroeger dat de jongere de feiten snel zou vergeten.
Het misbruik was niet altijd bekendOok de kerkleiders die werden beschuldigd van passiviteit bij de bestrijding van misbruik verdedigden zich. Zo stelde de Nederlandse kardinaal Simonis in maart 2010 dat hij als kerkleider niet op de hoogte was geweest van de omvang van het seksuele misbruik en gebruikte hierbij de beladen term Wir haben es nicht gewusst. Ook de leiders van de bisdommen Dublin en Boston verklaarden niet goed op de hoogte te zijn geweest. In het geval van Dublin is dit erg onwaarschijnlijk, omdat er altijd al klachten waren over misbruik, en het bisdom zich eerder zelfs al door middel van verzekeringen in had gedekt tegen mogelijke schadeclaims. In het geval van Boston is dit eveneens erg onwaarschijnlijk, zoals ook blijkt uit het feit dat het bisdom al veel geld had gereserveerd voor de omgang met misbruikende priesters en hun slachtoffers. De Kerk moet op de hoogte zijn geweest omdat er op het moment dat de feiten gepleegd werden altijd al meldingen waren en het kerkelijke recht hierover al sinds lange tijd bepalingen bevat. In Nederland werd er al in 1954 gewezen op het gevaar van misbruik. Het Nederlandse Katholiek Verbond voor Kinderbescherming (KVK) stuurde in 1959 een waarschuwingsbrief aan 112 katholieke internaten. In Nederland was geen sprake van onwetendheid van bisschoppen en andere kerkelijke bestuurders over de problematiek. Al in de jaren 70 had de Kerk in de VS speciale psychologische behandelcentra opgericht. Wel is het zo dat de Kerk destijds moeilijk van de volle omvang van het misbruik op de hoogte kon zijn doordat (zie boven) de meeste klachten pas veel later naar voren werden gebracht. De meeste gevallen van misbruik in de VS waren vóór 2002 nog niet bekend bij de leiding van de Kerk.
De autonomie van priesters, bisdommen en congregaties bemoeilijkte de bestrijdingVertegenwoordigers van de Kerk stellen wel dat priesters in hun parochie en bisschoppen in hun bisdom een behoorlijke autonomie kennen, waardoor ingrijpen door een bisschop in een parochie en door aartsbisschoppen en bisschoppenconferenties in een bisdom moeilijk zou zijn. Congregaties vallen niet rechtstreeks onder de bisschop. De Belgische kerkleiders André-Joseph Léonard en Godfried Danneels verklaarden weinig macht te hebben gehad om het misbruik te bestrijden, onder andere omdat de formele macht van een aartsbisschop over andere bisdommen beperkt zou zijn, en omdat priesters redelijk autonoom zijn. Verschillende onderzoeksrapporten bevestigen deze autonomie enerzijds, maar geven anderzijds ook aan dat bisschoppen priesters wel degelijk met sancties kunnen treffen.

### Erkennende reacties
Geleidelijk is de Kerk echter wel tot erkenning van het misbruik gekomen. Er is wel gesteld dat deze erkenning (te) lang op zich heeft laten wachten en mede werd afgedwongen door de media, politiek en rechtbanken.

#### Instelling van onderzoekscommissies
Sommige bisdommen, waaronder het bisdom München, hebben opdracht gegeven voor een onderzoek naar de gang van zaken. Dit toont aan dat deze bisdommen inmiddels bereid zijn de vroegere gang van zaken op te helderen. Ook op nationale niveaus zijn onderzoekscommissies ingesteld. Onder andere in Canada, Amerika, België, Nederland en Duitsland hebben de verenigde bisschoppen opdracht gegeven tot het onderzoeken van aard en omvang van het misbruik en de wijze waarop de Kerk daarmee in het verleden omging. De Belgische commissie Adriaenssens, zelf een door bisschoppen ingestelde onderzoekscommissie, betreurde het echter dat het centrale gezag in Rome geen initiatieven nam om de onafhankelijkheid van deze commissies te garanderen, om deze commissies met elkaar te verbinden, en om te verzekeren dat de adviezen van deze commissies zullen worden opgevolgd. Verschillende slachtoffers betreuren eveneens dat onderzoek naar de verantwoordelijkheden binnen het Vaticaan zelf, en dus ook van de paus, niet wordt gedaan. Bij de instelling van deze commissies vreesden slachtoffers en anderen dat de onafhankelijkheid van deze door de Kerk ingestelde commissies niet voldoende gegarandeerd zou zijn. In Nederland hebben PvdA, SP en GroenLinks om deze reden een parlementair onderzoek bepleit. Ook de door het Vaticaan verordonneerde apostolische visitaties zoals die eerder hebben plaatsgevonden bij de Mexicaanse Legionairs van Christus en momenteel plaatsvinden in Ierland, zijn bedoeld om opheldering te krijgen over de gang van zaken.

#### Instelling van een Pauselijke commissie en een wereldwijde conferentie
In 2014 werd de Pauselijke commissie ter bescherming van minderjarigen ingesteld. Deze commissie adviseert de paus over de aanpak en de voorkoming van seksueel misbruik van kinderen in de Katholieke Kerk.
In 2019 werd door Paus Franciscus in het Vaticaan een wereldwijde conferentie over 'de bescherming van minderjarigen binnen de kerk' georganiseerd. Hiervoor werden de leiders van de Katholieke Kerk uit alle landen naar Rome geroepen.

#### Excuses
Naar aanleiding van de feiten die bekend werden, hebben inmiddels vertegenwoordigers van alle niveaus binnen de Kerk excuses aangeboden. In 2002 boden de Amerikaanse bisschoppen hun excuses aan voor het misbruik, in februari 2010 de Duitse bisschoppen, in april 2010 de bisschoppen van Engeland en Wales, en de Nederlandse bisschoppen in december 2010 en opnieuw in december 2011. In februari 2011 waste de aartsbisschop van het Ierse Dublin de voeten van acht slachtoffers, in de Katholieke Kerk een traditionele handeling om nederigheid uit te drukken. De excuses betroffen niet alleen het misbruik zelf, maar ook het gebrekkige ingrijpen door de Kerk, en de cultuur van zwijgen en doofpot. Inmiddels is de Kerk geneigd te erkennen dat zij in het verleden niet streng genoeg is opgetreden, dat zij stilzwijgen hebben laten voorgaan op de eer en de gezondheid van de misbruikte kinderen, en zelfs dat zij hebben gepoogd een en ander toe te dekken. Paus Benedictus heeft onder andere in de VS, Australië, Malta, en Canada ontmoetingen gehad met slachtoffers. In 2010 erkende Paus Benedictus in een brief aan de Ierse bisschoppen dat de kerkleiding onvoldoende waakzaam, doortastend en besluitvaardig is geweest met betrekking tot pedofiele priesters. In deze brief verwijt hij de Ierse bisschoppen en hun voorgangers ernstige beoordelingsfouten en gebrek aan leiderschap. Volgens de brief hebben de bisschoppen niet adequaat gereageerd op beschuldigingen van misbruik. Er ontstond discussie over de vraag of de gemaakte excuses ver genoeg gingen. Slachtoffers van misbruik stelden dat de brief te veel nadruk legde op door individuen gemaakte fouten, en dat de structurele en culturele fouten binnen de Kerk in de brief ten onrechte buiten beschouwing waren gelaten. Op officieel kerkelijk niveau bestaat de neiging om individuen verantwoordelijk te stellen en elke erkenning van gezamenlijke verantwoordelijkheid of falen te vermijden. De Kerk heeft vermeden om als instituut schuld te bekennen. Ook is er geen erkenning dat de Heilige Stoel wellicht fouten heeft gemaakt bij de afhandeling van deze zaken. In 2018 schreef Paus Franciscus een brief aan alle gelovigen, waarin hij vergaande excuses maakte voor de gebeurtenissen.

#### Erkenning en schadevergoeding
De Kerk ging zelden uit eigen beweging over tot schadevergoeding, omdat zij wilde voorkomen dat dit in juridische zin zou worden uitgelegd als een schuldbekentenis, en omdat men wenste te voorkomen dat er te veel schadeclaims zouden binnenkomen. Maar uiteindelijk werden Bisdommen en congregaties uit met name de Verenigde Staten, Ierland, Canada en Australië gedwongen tot het betalen van hoge bedragen aan proceskosten en schadevergoedingen. De vergoedingen moesten vooral worden betaald omdat de Kerk had gefaald om kinderen te beschermen tegen priesters van wie al bekend was dat zij misbruikers waren. In de Verenigde Staten gaven de klachten aanleiding tot het uitbetalen van naar schatting drie miljard dollar. Dit leidde tot het faillissement van acht bisdommen. In Ierland is tot op heden naar schatting ruim een miljard euro aan schadevergoeding betaald. Een deel van dit bedrag werd door de overheid betaald, omdat zij vroeger nauw betrokken was bij katholieke scholen en internaten. In Ierland kregen slachtoffers gemiddeld 63.000 euro en was het maximum 300.000 euro. In juni 2011 bracht de commissie-Lindenbergh op verzoek van de Nederlandse bisschoppen een advies uit over schadevergoeding aan Nederlandse slachtoffers. De commissie adviseerde om per bewezen geval, afhankelijk van de ernst van de feiten, een schadevergoeding tussen de 5000 en 100.000 euro toe te kennen. De hoogte van de schadevergoeding zou worden vastgesteld door de zogeheten Compensatiecommissie. Het totale bedrag aan smartengeld voor de slachtoffers bedroeg in Nederland circa 20 miljoen (NRC 23 februari 2013). In België kon de schadevergoeding tussen de 2.500 en 25.000 euro bedragen. De hoogte van de vergoeding zal worden bepaald door het Centrum voor Arbitrage inzake Seksueel Misbruik (CASM). Ook in Duitsland wordt er inmiddels gesproken over schadevergoedingen.
Op 12 oktober 2015 werd bekend dat de Rooms-Katholieke Kerk in Nederland ca. 250 eerder afgewezen klachten alsnog gegrond verklaarde, op advies van de commissie-Deetman.

### Genomen maatregelen
Regels en richtlijnen opgesteld door bisschoppenInmiddels zijn op verschillende niveaus binnen de Katholieke Kerk regels en richtlijnen opgesteld en aangescherpt. Hoewel hierbij soms nodeloze vertraging optrad, hebben vele bisdommen inmiddels regels en richtlijnen opgesteld. De eerste richtlijnen op dit niveau kwamen in de jaren negentig van de vorige eeuw tot stand. Daarnaast zijn er regels per land opgesteld. In Ierland stelden de bisschoppen in 1996 een voorloper van het huidige document Our Children, our church vast. Er is wel gesteld dat deze regels laat tot stand kwamen. Pas jaren nadat alle Ierse bisdommen verzekeringen af hadden gesloten tegen schadeclaims, begonnen ze met het opstellen van richtlijnen voor een juiste omgang met beschuldigingen. Rome erkende de Ierse richtlijnen niet, omdat de erin voorgeschreven rapportage aan de politie de reputatie van de betrokken priester zou kunnen beschadigen. De Australische bisschoppen stelden in 1996 Towards healing vast. Medio jaren negentig startten de Nederlandse bisschoppen een lange en moeizame discussie over de (on)wenselijkheid om te komen tot een landelijke gedragscode, die uiteindelijk niet tot resultaat zou leiden. De Amerikaanse bisschoppen bepaalden in 2002 in een richtlijn dat er vanaf dat moment beter gereageerd moest worden op klachten, dat slachtoffers aandacht moeten krijgen, dat priesters die zich schuldig hebben gemaakt moeten worden ontslagen, dat justitie moet worden ingeschakeld, en dat er geen overeenkomsten met slachtoffers mogen worden gesloten waarin geheimhouding wordt afgedwongen. Richtlijnen in andere landen bevatten doorgaans soortgelijke bepalingen. Ook Duitsland en Zwitserland stelden in 2002 richtlijnen vast. In 2010 publiceerden de Oostenrijkse bisschoppen de richtlijnen die Wahrheit wird euch frei machen. Achterblijvers zoals België, Nederland en Italië, die nog geen richtlijnen hebben opgesteld, zijn daar nu wel mee bezig, omdat de Congregatie voor de Geloofsleer in mei 2011 de bisschoppen van ieder land heeft opgedragen om vóór juni 2012 richtlijnen op te stellen. In verschillende landen is er door de Kerk een infrastructuur opgezet om de uitvoering van de kerkelijke richtlijnen te controleren en bewaken. Zo zijn er in de VS en Ierland per bisdom lay review boards in het leven geroepen, waarin leken vertegenwoordigd zijn, om te controleren of de bisdommen goed tegen misbruik optreden. Ierland kent hiernaast een nationaal controlerend orgaan: de National Board for Safeguarding Children in the Catholic Church (NBSC). Juist omdat ook de Amerikaanse National Review Board deels uit leken bestaat, kreeg deze aanvankelijk te maken met tegenwerking van een deel van de bisschoppen.
Nieuwe regels niet altijd uitgevoerdDe introductie van regels en richtlijnen en controle daarop heeft niet meteen alle problemen op kunnen lossen. In de VS voerden veel bisdommen landelijke regels en hun eigen beleid niet uit. In 2010 werd bekend dat het bisdom Philadelphia ook na 2005 tientallen priesters die van misbruik beschuldigd waren, in hun functie had gehandhaafd. Het Ierse bisdom Cloyne voerde de meeste van de in 1996 door de Ierse bisschoppen vastgestelde regels in de jaren daarna niet uit. Misbruik werd meestal niet aan de politie doorgegeven, terwijl de nieuwe kerkelijke richtlijnen dit wel voorschreven. Het bisdom werd in deze handelswijze gesteund door het Vaticaan (Congregatie voor de Clerus), dat in 1997, in reactie op de totstandkoming van de Ierse regels, bekend had gemaakt de in de regels voorgeschreven aangifte bij de politie niet te steunen. In 2011 veroordeelde de Ierse premier deze handelswijze van het Vaticaan in scherpe bewoordingen. In reactie op deze gebeurtenissen gaf de aartsbisschop van Dublin, Diarmuid Martin, aan dat er naar zijn mening in het Vaticaan en de katholieke hiërarchie nog steeds groepen aanwezig zijn die de afspraken binnen de Kerk over de bescherming van kinderen ondermijnen en negeren.
Regels en richtlijnen opgesteld door het VaticaanHet Vaticaan heeft in 2010 het canoniek recht over seksueel misbruik door priesters aangescherpt. Hierbij werd de verjaringstermijn verlengd van tien naar twintig jaar. De Congregatie voor de Geloofsleer kreeg, naast de bevoegdheid voor lagere geestelijken die zij al had, de bevoegdheid om zaken van seksueel misbruik gepleegd door een bisschop te behandelen. Bepaalde procedures werden versneld. In het nieuwe canoniek recht werd het echter niet verplicht gesteld om misbruik bij de politie te melden (Robertson 2010 p38). Het Vaticaan heeft wel duidelijk gemaakt dat het civiele recht inzake aangifte moet worden gevolgd, maar deed dit op informelere wijze, door dit in 2010 op haar website te vermelden en in 2011 in een brief. Organisaties van slachtoffers van misbruik hebben drie punten van kritiek op de regels. Ten eerste betreuren ze het dat de aanbeveling van het Vaticaan om het civiele recht inzake aangifte te volgen via een website en brief werd gegeven, en dat dit niet formeel in het kerkelijke recht is verankerd. Ten tweede betreuren ze dat er geen richtlijnen zijn om bisschoppen te vervolgen die priesters die misbruik hebben gepleegd in bescherming hebben genomen. Ten slotte vonden zij het jammer dat het niet – zoals in de VS – is verplicht dat priesters al na één geval van misbruik uit hun ambt worden ontzet (zero tolerance). In 2019 scherpte paus Franciscus de regels verder aan door middel van de pauselijke brief Vos estis lux mundi. Eind 2019 hief Paus Franciscus het ‘pauselijk geheim’ bij misbruikzaken op. Dat betekent dat informatie uit kerkelijke processen over misbruikzaken altijd beschikbaar is voor politie en justitie, wanneer zij daar om vragen.
Striktere naleving van het kerkelijke en statelijke rechtWaar de Kerk misbruik voorheen vooral als een zonde betitelde, spreekt zij inmiddels vaker over misdaad. Inmiddels legt de Kerk weer meer nadruk op het bestraffen van daders. Hierbij wordt de gelijkwaardigheid van het statelijke en kerkelijke recht steeds meer erkend, en wordt soms zelfs gesproken over een primaat van het statelijke recht boven het kerkelijke recht. Waar paus Benedictus in 2010 in zijn brief aan de Ierse katholieken al had aangegeven dat het canoniek recht in de toekomst beter zal moeten worden toegepast om de schuldigen te straffen, herhaalde zijn woordvoerder Lombardi dit enige tijd later. Lombardi voegde eraan toe dat er in het geval van strafrechtelijke vervolging goed moet worden samengewerkt met de civiele autoriteiten. Dit laatste werd in mei 2011 door de Congregatie voor de geloofsleer bevestigd in een brief aan alle bisschoppen. In Nederland wordt bij verdenking van seksueel misbruik altijd aangifte gedaan bij het Openbaar Ministerie. In 2019 publiceerde paus Franciscus een pauselijke brief (Motu proprio) getiteld Vos estis lux mundi. In de laatste bepaling van deze brief (art. 19) is opgenomen dat de nationale wetgeving met betrekking tot rapportageverplichtingen aan de burgerlijke autoriteiten moet worden gevolgd.
Schorsing, ontslag en vervolgingEen strafrechtelijke vervolging van daders is in verreweg de meeste gevallen niet meer mogelijk. De meeste van hen zijn inmiddels overleden. Eind 2011 waren er van de Nederlandse daders nog maar 105 in leven, en van de Belgische daders nog maar 100. Hun misdaden zijn in verreweg de meeste gevallen juridisch verjaard. In reactie hierop gaf de Nederlandse premier Rutte aan dat het kabinet de mogelijkheden gaat onderzoeken om de daders desondanks te kunnen vervolgen. Waar strafrechtelijke maatregelen meestal niet meer mogelijk zijn, zijn de mogelijkheden voor kerkrechtelijke maatregelen wel verruimd. In de Verenigde Staten introduceerden de bisschoppen in 2002 een zero-tolerance beleid, waarbij priesters al na de eerste geloofwaardige beschuldiging van misbruik zouden moeten worden geschorst en na een bewijs van misbruik niet terug mogen keren in hun ambt. De Duitse bisschoppen zijn op dit punt minder streng dan de Amerikaanse. Het Vaticaan heeft het strenge Amerikaanse beleid niet wereldwijd verplicht gesteld, maar in 2011 wel aangegeven dat de bisschop het uitoefenen van het priesterambt door een aangeklaagde priester kan beperken totdat de beschuldigingen zijn opgehelderd, en dat een priester niet in zijn ambt mag terugkeren wanneer dit een gevaar voor minderjarigen inhoudt of aanstoot geeft in de gemeenschap. De wijzigingen in het canoniek recht die in 2010 zijn doorgevoerd, maken het mogelijk om priesters sneller te berechten, met name inzake de terugkeer naar de lekenstaat wegens pedofilie. In het ergste geval kan een priester ook zonder kerkelijk proces door de paus uit de Kerk worden verwijderd. Sinds het uitbreken van de eerste misbruikaffaire in de Verenigde Staten zijn honderden geestelijken door de Kerk ontslagen en, als de feiten niet verjaard waren, door justitie vervolgd. In België, Duitsland, Nigeria, Wales, Polen, Oostenrijk en Ierland zijn sancties genomen tegen bisschoppen omdat zij niet tegen seksuele misstanden optraden of zich er zelf schuldig aan hadden gemaakt. Veelal is hun bewegingsvrijheid door het Vaticaan ingeperkt, en functioneren ze niet meer als bisschop. Het komt neer op een levenslange schorsing. Verreweg de meeste van deze bisschoppen zijn echter niet uit de Kerk gezet oftewel weggezonden uit de klerikale staat. In Nederland zijn geen bisschoppen opgestapt. Die bisschoppen die de meeste kritiek ontvingen, met name Bär en Simonis, waren toch al niet meer actief op het moment dat de feiten bekend werden. Hulpbisschop Jan Niënhaus, die zich zelf schuldig maakte aan misbruik, was al overleden toen het door hem gepleegde misbruik bekend werd. Voor de start van het conclaaf voor de pausverkiezing in 2013 riepen verenigingen van slachtoffers de kardinalen Mahony, Danneels, Brady en Rigali op om niet aan het conclaaf deel te nemen, omwille van hun houding tegenover de pedofilieschandalen in de Kerk.
Betere selectie van priestersOmdat de Kerk van mening is (zie boven) dat homoseksualiteit een belangrijke oorzaak is voor het gepleegde misbruik, publiceerde het Vaticaan in 2005 richtlijnen om homoseksuelen uit te sluiten van het priesterschap. Deze maatregel werd scherp bekritiseerd door organisaties van homoseksuelen en door anderen die van mening zijn dat homoseksualiteit geen oorzaak is van kindermisbruik. In Nederland wordt bij aanname van kandidaten en benoemingen een Verklaring omtrent het gedrag (VOG) vereist. Om het overplaatsen van priesters die zich aan misbruik schuldig hebben gemaakt te voorkomen, wordt bij een overstap tussen bisdommen, ordes en congregaties een antecedentenonderzoek uitgevoerd.
Betere opleiding en begeleiding van priestersIn de door de bisschoppenconferenties opgestelde regels, alsmede door het Vaticaan, wordt benadrukt dat de priesteropleiding moet worden verbeterd, onder andere door te wijzen op het gevaar van misbruik en de consequenties daarvan. In de praktijk zijn de priesteropleidingen op dit punt al sterk verbeterd.
Onafhankelijke advisering van bisschoppen bij de afhandeling van individuele gevallenIn de VS, Ierland en Oostenrijk schrijven de door de bisschoppenconferenties opgestelde regels voor dat elk bisdom een adviesorgaan kent ter advisering van de bisschop bij de afhandelingen van klachten over misbruik en de bestraffing van de dader. In Nederland en België is deze functie gecentraliseerd. In Nederland richtten de bisschoppen in 1995 het landelijke orgaan Hulp en recht op om (onder andere) deze functie te vervullen. Naar aanleiding van de tussenrapportage van de commissie-Deetman en het rapport van de commissie-Bandell, zal deze functie worden overgenomen door een onafhankelijke Klachtencommissie voor seksueel misbruik in de RK Kerk. In België werd deze functie tussen 2001 en 2009 vervuld door de commissie-Halsberghe, en daarna door de commissie-Adriaenssens. Om enige onafhankelijkheid in de advisering te waarborgen, zijn in elk van deze adviesorganen ook leken opgenomen. Omdat leken volgens het kerkelijke recht echter geen besluiten mogen nemen, nemen deze adviesorganen geen besluiten, maar geven zij een advies aan degenen die kerkrechtelijk wel bevoegd zijn om recht te spreken, dus aan de bisschoppen. De uitspraken van de Nederlandse klachtencommissie hebben het karakter van een niet-vrijblijvend advies aan de desbetreffende bisschop. Als de bisschop desondanks een besluit neemt dat de klager onwelgevallig is, kan deze nog terecht bij een Commissie van bezwaar. In mei 2011 benadrukte de Congregatie voor de geloofsleer in een brief dat deze adviesorganen het oordeel van de bisschoppen niet mogen vervangen.
Betere hulpverlening aan slachtoffersVanaf de jaren 90 begon de Kerk haar aandacht meer op de slachtoffers te richten. In Nederland kan er vanaf de jaren negentig worden gesproken van een schoorvoetende beleidsmatige prioritering van de slachtoffers. In vele landen zijn hiervoor per bisdom voorzieningen ingericht. Zo kent bijvoorbeeld elk Amerikaans bisdom een victim assistance coordinator, heeft ieder Nederlands bisdom sinds 2002 een vertrouwenspersoon, en kent elk Oostenrijks bisdom een ombudsstelle voor hulp aan slachtoffers. In de praktijk functioneerde dit niet altijd goed. In het bisdom Philadelphia speelden door de Kerk aangestelde hulpverleners vertrouwelijke informatie over de slachtoffers door aan advocaten die de Kerk moesten verdedigen tegen schadeclaims van diezelfde slachtoffers. Informatie die alleen zou worden gebruikt om slachtoffers te helpen, werd in de praktijk ook gebruikt om gerechtelijke aansprakelijkheid te ontlopen. Dit leidde tot een pleidooi voor een echt onafhankelijke hulpverlening. In Nederland en België hadden Hulp en Recht en de commissie-Halsberghe ook een rol bij de hulpverlening. Omdat Hulp en recht een instelling van de Kerk was, kon al snel de indruk ontstaan van onvoldoende afstand tussen haar en de Kerk. Daarom adviseerde de commissie-Bandell tot oprichting van een Platform hulpverlening na seksueel misbruik in de RK Kerk.

## Mogelijke aanpak
Om misbruik van minderjarigen binnen de Katholieke Kerk in de toekomst te voorkomen, zijn verschillende voorstellen gedaan, waaronder:
- Een strengere selectie en betere opleiding van priesters.
- Begeleiding van priesters.
- Afschaffen van het celibaat voor de geestelijkheid in de Latijnse Kerk.[362]
- Centraal (bijvoorbeeld in het Vaticaan) bij te houden register van daders, zodat het niet meer voor kan komen dat men in een nieuwe werkkring niet op de hoogte is van eerder misbruik door de dader op een andere plek.
- Het bedenken van mechanismen die machtsmisbruik voorkomen.[363]
- Voorkomen van een makkelijke toegang tot kinderen.
- Onafhankelijke inspecties.
- Verplichte aangifte van gevallen van misbruik bij justitie.
- Daders uit hun ambt verwijderen. Of ze alleen onder strikte voorwaarden[364][365] in hun ambt terug laten keren.
- Aandacht voor en ondersteuning van slachtoffers.
- Verdergaande wijzigingen in de structuur en cultuur van de Katholieke Kerk.

Inmiddels is, zoals in de vorige paragraaf beschreven, een deel van deze voorstellen gerealiseerd, maar andere niet. Zo zijn selectie, opleiding en begeleiding van priesters verbeterd. De Kerk gaat er geleidelijk ook steeds meer toe over om misbruik bij justitie te melden. De Katholieke Kerk wenst echter niets te veranderen rondom het celibaat, ook al omdat de Kerk zelf de suggestie in de media afwijst dat het celibaat een oorzaak van de problemen is geweest.

## Kerkverlating
In alle landen waar veel misbruik heeft plaatsgevonden, maken de media melding van een toenemend aantal kerkverlatingen. Hoewel het moeilijk is te bepalen in hoeverre dit door het misbruik en de omgang van de Kerk hiermee is veroorzaakt, speelt dit vermoedelijk vaak een rol bij het besluit om tot kerkverlating over te gaan.